# Élections départementales de 2021 en Alsace
Les élections départementales en Alsace ont lieu les 20 et 27 juin 2021.

## Contexte local
Il s'agit des premières élections de la collectivité européenne d'Alsace créée le 1er janvier 2021 par la fusion des collectivités territoriales du Bas-Rhin et du Haut-Rhin.

### Assemblée départementale sortante
Avant les élections, l'assemblée est présidée par Frédéric Bierry (LR).
Elle comprend 80 conseillers issus des anciens conseils départementaux du Bas-Rhin (46 conseillers) et du Haut-Rhin (34 conseillers).
| Président du conseil départemental   |       |       |      |                                        |
| Frédéric Bierry (LR)                 |       |       |      |                                        |
| Parti                                | Sigle | Sigle | Élus | Groupes                                |
| Majorité (73 sièges)                 |       |       |      |                                        |
| Les Républicains                     |       | LR    | 37   | Uni pour l’Alsace                      |
| Divers droite                        |       | DVD   | 18   | Uni pour l’Alsace                      |
| Union des démocrates et indépendants |       | UDI   | 2    | Uni pour l’Alsace                      |
| La République en marche              |       | LREM  | 2    | Uni pour l’Alsace                      |
| Divers centre                        |       | DVC   | 1    | Uni pour l’Alsace                      |
| Union des démocrates et indépendants |       | UDI   | 12   | UDI et indépendants                    |
| Divers gauche                        |       | DVG   | 2    | UDI et indépendants                    |
| Opposition (6 sièges)                |       |       |      |                                        |
| Parti socialiste                     |       | PS    | 6    | Socialistes pour une Alsace de progrès |
| Non-inscrit (1 siège)                |       |       |      |                                        |
| La République en marche              |       | LREM  | 1    | Non-inscrit                            |

## Système électoral
Les élections ont lieu au scrutin majoritaire binominal à deux tours. Le système est paritaire : les candidatures sont présentées sous la forme d'un binôme composé d'une femme et d'un homme avec leurs suppléants (une femme et un homme également).
Pour être élu au premier tour, un binôme doit obtenir la majorité absolue des suffrages exprimés et un nombre de suffrages au moins égal à 25 % des électeurs inscrits. Si aucun binôme n'est élu au premier tour, seuls peuvent se présenter au second tour les binômes qui ont obtenu un nombre de suffrages au moins égal à 12,5 % des électeurs inscrits, sans possibilité pour les binômes de fusionner. Est élu au second tour le binôme qui obtient le plus grand nombre de voix.

## Résultats à l'échelle de la collectivité

### Résultats par nuances
| Binômes                  | Binômes                             | Binômes                  | Premier tour | Premier tour | Premier tour | Second tour | Second tour   | Second tour | Total | +/-           |  |
| Binômes                  | Binômes                             | Binômes                  | Voix         | %            | Sièges       | Voix        | %             | Sièges      | Total | +/-           |  |
| ------------------------ | ----------------------------------- | ------------------------ | ------------ | ------------ | ------------ | ----------- | ------------- | ----------- | ----- | ------------- |  |
|                          | Les Républicains                    | LR                       | 52 573       | 14,53        | 0            | 72 047      | 20,24         | 22          | 22    | 2             |  |
|                          | Union à droite                      | UD                       | 53 266       | 14,73        | 0            | 72 024      | 20,24         | 22          | 22    | 16            |  |
|                          | Divers droite                       | DVD                      | 38 001       | 10,51        | 0            | 50 558      | 14,21         | 14          | 14    | 10            |  |
|                          | Divers centre                       | DVC                      | 26 127       | 7,22         | 0            | 29 703      | 8,35          | 8           | 8     | 8             |  |
|                          | Union au centre et à droite         | UCD                      | 15 302       | 4,23         | 0            | 20 184      | 5,67          | 6           | 6     | 6             |  |
|                          | Union à gauche avec des écologistes | UGE                      | 24 741       | 6,84         | 0            | 30 069      | 8,45          | 4           | 4     | 4             |  |
|                          | Divers gauche                       | DVG                      | 12 599       | 3,48         | 0            | 14 556      | 4,09          | 2           | 2     | en stagnation |  |
|                          | Parti socialiste                    | SOC                      | 7 355        | 2,03         | 0            | 4 774       | 1,34          | 2           | 2     | 6             |  |
|                          | Rassemblement national              | RN                       | 68 642       | 18,98        | 0            | 40 181      | 11,29         | 0           | 0     | en stagnation |  |
|                          | Écologistes                         | ECO                      | 32 385       | 8,95         | 0            | 15 809      | 4,44          | 0           | 0     | en stagnation |  |
|                          | Régionaliste                        | REG                      | 21 800       | 6,03         | 0            | 2 615       | 0,73          | 0           | 0     | en stagnation |  |
|                          | Union au centre                     | UC                       | 3 220        | 0,89         | 0            | 3 356       | 0,94          | 0           | 0     | en stagnation |  |
|                          | Divers                              | DIV                      | 2 335        | 0,65         | 0            |             |               |             | 0     | en stagnation |  |
|                          | Union à gauche                      | UG                       | 2 129        | 0,59         | 0            | 0           | en stagnation |             |       |               |  |
|                          | Mouvement démocrate                 | MDM                      | 584          | 0,15         | 0            | 0           | en stagnation |             |       |               |  |
|                          | La République en marche             | REM                      | 546          | 0,15         | 0            | 0           | en stagnation |             |       |               |  |
|                          | Extrême gauche                      | EXG                      | 108          | 0,03         | 0            | 0           | en stagnation |             |       |               |  |
|                          |                                     |                          |              |              |              |             |               |             |       |               |  |
| Suffrages exprimés       | Suffrages exprimés                  | Suffrages exprimés       | 361 713      | 95,98        |              | 355 876     | 92,62         |             |       |               |  |
| Votes blancs             | Votes blancs                        | Votes blancs             | 10 094       | 2,68         | 19 819       | 5,16        |               |             |       |               |  |
| Votes nuls               | Votes nuls                          | Votes nuls               | 5 060        | 1,34         | 8 552        | 2,23        |               |             |       |               |  |
| Total                    | Total                               | Total                    | 376 867      | 100          | 0            | 384 247     | 100           | 80          |       |               |  |
| Abstentions              | Abstentions                         | Abstentions              | 920 014      | 70,94        |              | 912 908     | 70,38         |             |       |               |  |
| Inscrits / participation | Inscrits / participation            | Inscrits / participation | 1 296 881    | 29,06        | 1 297 155    | 29,62       |               |             |       |               |  |

### Élus par canton
La droite conserve sa majorité avec 74 sièges obtenus, en ajoutant les élus DVG de Wittenheim. La gauche voit un changement de rapport de force entre le PS et les Verts. Ces derniers deviennent la première force de gauche.
| Canton                    | Conseiller Sortant         | Parti | Parti | Conseiller Élu             | Parti | Parti |
| ------------------------- | -------------------------- | ----- | ----- | -------------------------- | ----- | ----- |
| Cantons de l'ex Bas-Rhin  |                            |       |       |                            |       |       |
| Bischwiller               | Denis Hommel               |       | LR    | Michel Lorentz             |       | DVC   |
| Bischwiller               | Nicole Thomas              |       | DVD   | Christelle Isselé          |       | DVC   |
| Bouxwiller                | Étienne Burger             |       | DVD   | Étienne Burger             |       | DVD   |
| Bouxwiller                | Marie-Paule Lehmann        |       | LR    | Marie-Paule Lehmann        |       | LR    |
| Brumath                   | Étienne Wolf               |       | LR    | Étienne Wolf               |       | LR    |
| Brumath                   | Christiane Wolfhugel       |       | LR    | Christiane Wolfhugel       |       | LR    |
| Erstein                   | Laurence Muller-Bronn      |       | LR    | Laurence Muller-Bronn      |       | LR    |
| Erstein                   | Denis Schultz              |       | UDI   | Denis Schultz              |       | UDI   |
| Haguenau                  | Isabelle Dollinger         |       | LR    | Isabelle Dollinger         |       | LR    |
| Haguenau                  | André Erbs                 |       | DVD   | André Erbs                 |       | DVD   |
| Hœnheim                   | Vincent Debes              |       | LR    | Vincent Debes              |       | LR    |
| Hœnheim                   | Cécile Van Hecke-Delattre  |       | UDI   | Cécile Van Hecke-Delattre  |       | UDI   |
| Illkirch-Graffenstaden    | Alfonsa Alfano             |       | LR    | Elisabeth Dreyfus          |       | LR    |
| Illkirch-Graffenstaden    | Yves Sublon                |       | DVD   | Yves Sublon                |       | DVD   |
| Ingwiller                 | Nadine Holderith-Weiss     |       | LR    | Valérie Ruch               |       | DVD   |
| Ingwiller                 | Marc Séné                  |       | LR    | Marc Séné                  |       | LR    |
| Lingolsheim               | Catherine Graef-Eckert     |       | LR    | Catherine Graef-Eckert     |       | LR    |
| Lingolsheim               | Sébastien Zaegel           |       | LR    | Sébastien Zaegel           |       | LR    |
| Molsheim                  | Chantal Jeanpert           |       | UDI   | Chantal Jeanpert           |       | UDI   |
| Molsheim                  | Philippe Meyer             |       | LR    | Philippe Meyer             |       | LR    |
| Mutzig                    | Frédéric Bierry            |       | LR    | Frédéric Bierry            |       | LR    |
| Mutzig                    | Christine Moritz           |       | DVD   | Monique Houlne             |       | DVD   |
| Obernai                   | Nathalie Kaltenbach-Ernst  |       | LR    | Nathalie Kaltenbach-Ernst  |       | LR    |
| Obernai                   | Bernard Fischer            |       | LR    | Robin Clauss               |       | LR    |
| Reichshoffen              | Rémy Bertrand              |       | LR    | Victor Vogt                |       | LR    |
| Reichshoffen              | Nathalie Marajo-Guthmuller |       | DVD   | Nathalie Marajo-Guthmuller |       | DVD   |
| Saverne                   | Thierry Carbiener          |       | UDI   | Jean-Claude Buffa          |       | DVD   |
| Saverne                   | Michèle Eschlimann         |       | UDI   | Michèle Eschlimann         |       | UDI   |
| Schiltigheim              | Danielle Diligent          |       | UDI   | Danielle Diligent          |       | UDI   |
| Schiltigheim              | Jean-Louis Hoerlé          |       | LR    | Jean-Louis Hoerlé          |       | LR    |
| Sélestat                  | Marcel Bauer               |       | LR    | Charles Sitzenstuhl        |       | DVD   |
| Sélestat                  | Catherine Greigert         |       | DVD   | Catherine Greigert         |       | DVD   |
| Strasbourg-1              | Mathieu Cahn               |       | PS    | Florian Kobryn             |       | EÉLV  |
| Strasbourg-1              | Suzanne Kempf              |       | PS    | Ludivine Quintallet        |       | EÉLV  |
| Strasbourg-2              | Éric Elkouby               |       | PS    | Damien Frémont             |       | EÉLV  |
| Strasbourg-2              | Martine Jung               |       | PS    | Fleur Laronze              |       | PCF   |
| Strasbourg-3              | Françoise Bey              |       | PS    | Françoise Bey              |       | PS    |
| Strasbourg-3              | Serge Oehler               |       | PS    | Serge Oehler               |       | PS    |
| Strasbourg-4              | Yves Le Tallec             |       | LR    | Anne Tenenbaum             |       | Agir  |
| Strasbourg-4              | Françoise Pfersdorff       |       | LR    | Jean-Philippe Vetter       |       | LR    |
| Strasbourg-5              | Nicolas Matt               |       | LREM  | Nicolas Matt               |       | LREM  |
| Strasbourg-5              | Françoise Buffet           |       | LREM  | Anne Reymann               |       | Agir  |
| Strasbourg-6              | Pascale Jurdant-Pfeiffer   |       | UDI   | Pascale Jurdant-Pfeiffer   |       | UDI   |
| Strasbourg-6              | Jean-Philippe Maurer       |       | LR    | Jean-Philippe Maurer       |       | LR    |
| Wissembourg               | Paul Heintz                |       | LR    | Paul Heintz                |       | LR    |
| Wissembourg               | Stéphanie Kochert          |       | LR    | Stéphanie Kochert          |       | LR    |
| Cantons de l'ex Haut-Rhin |                            |       |       |                            |       |       |
| Altkirch                  | Sabine Drexler             |       | DVD   | Sabine Drexler             |       | DVD   |
| Altkirch                  | Nicolas Jander             |       | UDI   | Nicolas Jander             |       | UDI   |
| Brunstatt-Didenheim       | Daniel Adrian              |       | DVD   | Daniel Adrian              |       | DVD   |
| Brunstatt-Didenheim       | Bernadette Groff           |       | UDI   | Nicole Beha                |       | DVD   |
| Cernay                    | Annick Luttenbacher        |       | LR    | Annick Luttenbacher        |       | LR    |
| Cernay                    | Pascal Ferrari             |       | DVD   | Raphaël Schellenberger     |       | LR    |
| Colmar-1                  | Martine Dietrich           |       | LR    | Martine Dietrich           |       | LR    |
| Colmar-1                  | Yves Hemedinger            |       | LR    | Yves Hemedinger            |       | LR    |
| Colmar-2                  | Brigitte Klinkert          |       | LREM  | Brigitte Klinkert          |       | LREM  |
| Colmar-2                  | Éric Straumann             |       | LR    | Éric Straumann             |       | LR    |
| Ensisheim                 | Michel Habig               |       | LR    | Joseph Kammerer            |       | LR    |
| Ensisheim                 | Betty Muller               |       | DVD   | Carole Elmlinger           |       | DVD   |
| Guebwiller                | Alain Grappe               |       | LR    | Francis Kleitz             |       | UDI   |
| Guebwiller                | Karine Pagliarulo          |       | LR    | Karine Pagliarulo          |       | LR    |
| Kingersheim               | Vincent Hagenbach          |       | UDI   | Vincent Hagenbach          |       | DVD   |
| Kingersheim               | Josiane Mehlen-Vetter      |       | UDI   | Fabienne Zeller            |       | DVD   |
| Masevaux-Niederbruck      | Fabienne Orlandi           |       | DVD   | Isabelle Hector-Butz       |       | LR    |
| Masevaux-Niederbruck      | Rémy With                  |       | DVD   | Maxime Beltzung            |       | LR    |
| Mulhouse-1                | Alain Couchot              |       | LR    | Alain Couchot              |       | LR    |
| Mulhouse-1                | Catherine Rapp             |       | LR    | Catherine Rapp             |       | LR    |
| Mulhouse-2                | Fatima Jenn                |       | LREM  | Fatima Jenn                |       | LREM  |
| Mulhouse-2                | Philippe Trimaille         |       | UDI   | Bruno Fuchs                |       | MoDem |
| Mulhouse-3                | Lara Million               |       | DVD   | Lara Million               |       | DVD   |
| Mulhouse-3                | Marc Schittly              |       | LR    | Jean-Luc Schildknecht      |       | DVD   |
| Rixheim                   | Patricia Bohn              |       | DVD   | Patricia Bohn              |       | DVD   |
| Rixheim                   | Marc Munck                 |       | DVD   | Marc Munck                 |       | DVD   |
| Saint-Louis               | Max Delmond                |       | UDI   | Thomas Zeller              |       | LR    |
| Saint-Louis               | Pascale Schmidiger         |       | LR    | Pascale Schmidiger         |       | LR    |
| Sainte-Marie-aux-Mines    | Pierre Bihl                |       | LR    | Pierre Bihl                |       | LR    |
| Sainte-Marie-aux-Mines    | Émilie Helderlé            |       | DVD   | Émilie Helderlé            |       | DVD   |
| Wintzenheim               | Monique Martin             |       | DVD   | Monique Martin             |       | DVD   |
| Wintzenheim               | Lucien Muller              |       | LR    | Lucien Muller              |       | LR    |
| Wittenheim                | Marie-France Vallat        |       | DVG   | Marie-France Vallat        |       | DVG   |
| Wittenheim                | Pierre Vogt                |       | DVG   | Pierre Vogt                |       | DVG   |

## Résultats par canton
Les binômes sont présentés par ordre décroissant des résultats au premier tour. En cas de victoire au second tour du binôme arrivé en deuxième place au premier, ses résultats sont indiqués en gras.

### Canton de Bischwiller
| Candidats                | Candidats                | Partis                   | Nuance                   | Premier tour | Premier tour | Second tour | Second tour |
| Candidats                | Candidats                | Partis                   | Nuance                   | Voix         | %            | Voix        | %           |
| ------------------------ | ------------------------ | ------------------------ | ------------------------ | ------------ | ------------ | ----------- | ----------- |
|                          | Christelle Isselé        | DVC                      | DVC                      | 3 457        | 38,95        | 5 259       | 57,06       |
|                          | Michel Lorentz           | DVC                      | DVC                      | 3 457        | 38,95        | 5 259       | 57,06       |
|                          | Denis Hommel             | LR                       | LR                       | 3 332        | 37,54        | 3 958       | 42,94       |
|                          | Nicole Thomas            | LR                       | LR                       | 3 332        | 37,54        | 3 958       | 42,94       |
|                          | Colette Schaeffer        | RN                       | RN                       | 2 086        | 23,50        |             |             |
|                          | Nicolas Zingraff         | RN                       | RN                       | 2 086        | 23,50        |             |             |
|                          |                          |                          |                          |              |              |             |             |
| Suffrages exprimés       | Suffrages exprimés       | Suffrages exprimés       | Suffrages exprimés       | 8 875        | 95,99        | 9 217       | 93,60       |
| Votes blancs             | Votes blancs             | Votes blancs             | Votes blancs             | 242          | 0,64         | 412         | 1,08        |
| Votes nuls               | Votes nuls               | Votes nuls               | Votes nuls               | 129          | 0,34         | 218         | 0,57        |
| Total                    | Total                    | Total                    | Total                    | 9 246        | 100          | 9 847       | 100         |
| Abstention               | Abstention               | Abstention               | Abstention               | 28 723       | 75,65        | 28 127      | 74,07       |
| Inscrits / participation | Inscrits / participation | Inscrits / participation | Inscrits / participation | 37 969       | 24,35        | 37 974      | 25,93       |

### Canton de Bouxwiller
| Candidats                | Candidats                | Partis                   | Nuance                   | Premier tour | Premier tour | Second tour | Second tour |
| Candidats                | Candidats                | Partis                   | Nuance                   | Voix         | %            | Voix        | %           |
| ------------------------ | ------------------------ | ------------------------ | ------------------------ | ------------ | ------------ | ----------- | ----------- |
|                          | Étienne Burger           | DVD                      | LR                       | 5 766        | 44,16        | 8 350       | 67,87       |
|                          | Marie-Paule Lehmann      | LR                       | LR                       | 5 766        | 44,16        | 8 350       | 67,87       |
|                          | Céline Schaerer          | PCF                      | DVG                      | 2 941        | 22,53        | 3 953       | 32,13       |
|                          | Jacky Wagner             | ÉCO                      | DVG                      | 2 941        | 22,53        | 3 953       | 32,13       |
|                          | Hubert Fillion           | RN                       | RN                       | 2 563        | 19,63        |             |             |
|                          | Martine Wolff            | RN                       | RN                       | 2 563        | 19,63        |             |             |
|                          | Jean-Marc Horny          | REG                      | REG                      | 1 786        | 13,68        |             |             |
|                          | Bénédicte Matz           | REG                      | REG                      | 1 786        | 13,68        |             |             |
|                          |                          |                          |                          |              |              |             |             |
| Suffrages exprimés       | Suffrages exprimés       | Suffrages exprimés       | Suffrages exprimés       | 13 056       | 95,97        | 12 303      | 92,54       |
| Votes blancs             | Votes blancs             | Votes blancs             | Votes blancs             | 353          | 2,59         | 658         | 1,65        |
| Votes nuls               | Votes nuls               | Votes nuls               | Votes nuls               | 195          | 1,43         | 334         | 2,51        |
| Total                    | Total                    | Total                    | Total                    | 13 604       | 100          | 13 295      | 100         |
| Abstention               | Abstention               | Abstention               | Abstention               | 26 317       | 65,92        | 26 630      | 66,70       |
| Inscrits / participation | Inscrits / participation | Inscrits / participation | Inscrits / participation | 39 921       | 34,08        | 39 925      | 33,30       |

### Canton de Brumath
| Candidats                | Candidats                | Partis                   | Nuance                   | Premier tour | Premier tour | Second tour | Second tour |
| Candidats                | Candidats                | Partis                   | Nuance                   | Voix         | %            | Voix        | %           |
| ------------------------ | ------------------------ | ------------------------ | ------------------------ | ------------ | ------------ | ----------- | ----------- |
|                          | Étienne Wolf             | LR                       | UD                       | 6 903        | 57,23        | 8 589       | 74,87       |
|                          | Christiane Wolfhugel     | LR                       | UD                       | 6 903        | 57,23        | 8 589       | 74,87       |
|                          | Maxime Herrmann          | RN                       | RN                       | 2 832        | 23,48        | 2 883       | 25,13       |
|                          | Mélanie Schmitt          | RN                       | RN                       | 2 832        | 23,48        | 2 883       | 25,13       |
|                          | Raphaëlle Fritsch        | GE                       | ECO                      | 2 327        | 19,29        |             |             |
|                          | Michael Kugler           | EÉLV                     | ECO                      | 2 327        | 19,29        |             |             |
|                          |                          |                          |                          |              |              |             |             |
| Suffrages exprimés       | Suffrages exprimés       | Suffrages exprimés       | Suffrages exprimés       | 12 062       | 96,13        | 11 472      | 92,62       |
| Votes blancs             | Votes blancs             | Votes blancs             | Votes blancs             | 321          | 2,56         | 614         | 4,96        |
| Votes nuls               | Votes nuls               | Votes nuls               | Votes nuls               | 165          | 1,31         | 300         | 2,42        |
| Total                    | Total                    | Total                    | Total                    | 12 548       | 100          | 12 386      | 100         |
| Abstention               | Abstention               | Abstention               | Abstention               | 30 362       | 70,76        | 30 539      | 71,15       |
| Inscrits / participation | Inscrits / participation | Inscrits / participation | Inscrits / participation | 42 910       | 29,24        | 42 925      | 28,85       |

### Canton d'Erstein
| Candidats                | Candidats                | Partis                   | Nuance                   | Premier tour | Premier tour | Second tour | Second tour |
| Candidats                | Candidats                | Partis                   | Nuance                   | Voix         | %            | Voix        | %           |
| ------------------------ | ------------------------ | ------------------------ | ------------------------ | ------------ | ------------ | ----------- | ----------- |
|                          | Laurence Muller-Bronn    | LR                       | UD                       | 5 404        | 53,71        | 7 167       | 72,18       |
|                          | Denis Schultz            | UDI                      | UD                       | 5 404        | 53,71        | 7 167       | 72,18       |
|                          | Kévin Diebold            | RN                       | RN                       | 2 450        | 24,35        | 2 763       | 27,82       |
|                          | Madeleine Hummel         | RN                       | RN                       | 2 450        | 24,35        | 2 763       | 27,82       |
|                          | Agnès Barroux            | ÉCO                      | UGE                      | 2 207        | 21,94        |             |             |
|                          | Christian Muller         | ÉCO                      | UGE                      | 2 207        | 21,94        |             |             |
|                          |                          |                          |                          |              |              |             |             |
| Suffrages exprimés       | Suffrages exprimés       | Suffrages exprimés       | Suffrages exprimés       | 10 061       | 96,22        | 9 930       | 94,03       |
| Votes blancs             | Votes blancs             | Votes blancs             | Votes blancs             | 245          | 2,34         | 429         | 4,06        |
| Votes nuls               | Votes nuls               | Votes nuls               | Votes nuls               | 150          | 1,43         | 202         | 1,91        |
| Total                    | Total                    | Total                    | Total                    | 10 456       | 100          | 10 561      | 100         |
| Abstention               | Abstention               | Abstention               | Abstention               | 26 632       | 71,81        | 26 538      | 71,53       |
| Inscrits / participation | Inscrits / participation | Inscrits / participation | Inscrits / participation | 37 088       | 28,19        | 37 099      | 28,47       |

### Canton de Haguenau
| Candidats                | Candidats                | Partis                   | Nuance                   | Premier tour | Premier tour | Second tour | Second tour |
| Candidats                | Candidats                | Partis                   | Nuance                   | Voix         | %            | Voix        | %           |
| ------------------------ | ------------------------ | ------------------------ | ------------------------ | ------------ | ------------ | ----------- | ----------- |
|                          | Isabelle Dollinger       | LR                       | LR                       | 5 890        | 61,20        | 7 172       | 74,68       |
|                          | André Erbs               | DVD                      | LR                       | 5 890        | 61,20        | 7 172       | 74,68       |
|                          | Catherine Leclerc        | RN                       | RN                       | 2 187        | 22,72        | 2 432       | 25,32       |
|                          | Marc Wolff               | RN                       | RN                       | 2 187        | 22,72        | 2 432       | 25,32       |
|                          | Samantha Barroso-Pires   | ÉCO                      | ECO                      | 1 547        | 16,07        |             |             |
|                          | Sofiane Jung-El Hamlili  | EÉLV                     | ECO                      | 1 547        | 16,07        |             |             |
|                          |                          |                          |                          |              |              |             |             |
| Suffrages exprimés       | Suffrages exprimés       | Suffrages exprimés       | Suffrages exprimés       | 9 624        | 95,71        | 9 604       | 94,63       |
| Votes blancs             | Votes blancs             | Votes blancs             | Votes blancs             | 263          | 2,62         | 307         | 3,02        |
| Votes nuls               | Votes nuls               | Votes nuls               | Votes nuls               | 168          | 1,67         | 238         | 2,35        |
| Total                    | Total                    | Total                    | Total                    | 10 055       | 100          | 10 149      | 100         |
| Abstention               | Abstention               | Abstention               | Abstention               | 25 105       | 71,40        | 24 988      | 71,12       |
| Inscrits / participation | Inscrits / participation | Inscrits / participation | Inscrits / participation | 35 160       | 28,60        | 35 137      | 28,88       |

### Canton de Hœnheim
| Candidats                | Candidats                | Partis                   | Nuance                   | Premier tour | Premier tour | Second tour | Second tour |
| Candidats                | Candidats                | Partis                   | Nuance                   | Voix         | %            | Voix        | %           |
| ------------------------ | ------------------------ | ------------------------ | ------------------------ | ------------ | ------------ | ----------- | ----------- |
|                          | Vincent Debes            | LR                       | DVC                      | 5 870        | 55,50        | 7 762       | 73,91       |
|                          | Cécile Delattre          | UDI                      | DVC                      | 5 870        | 55,50        | 7 762       | 73,91       |
|                          | Désirée Huber Dincher    | DVG                      | DVG                      | 2 398        | 22,67        | 2 740       | 26,09       |
|                          | Olivier Muller           | PS                       | DVG                      | 2 398        | 22,67        | 2 740       | 26,09       |
|                          | Valérie Eschenmann       | RN                       | RN                       | 2 308        | 21,82        |             |             |
|                          | Geoffrey Mackert         | RN                       | RN                       | 2 308        | 21,82        |             |             |
|                          |                          |                          |                          |              |              |             |             |
| Suffrages exprimés       | Suffrages exprimés       | Suffrages exprimés       | Suffrages exprimés       | 10 576       | 96,50        | 10 502      | 93,68       |
| Votes blancs             | Votes blancs             | Votes blancs             | Votes blancs             | 283          | 2,58         | 468         | 4,17        |
| Votes nuls               | Votes nuls               | Votes nuls               | Votes nuls               | 101          | 0,92         | 240         | 2,14        |
| Total                    | Total                    | Total                    | Total                    | 10 960       | 100          | 11 210      | 100         |
| Abstention               | Abstention               | Abstention               | Abstention               | 25 344       | 69,81        | 25 102      | 69,13       |
| Inscrits / participation | Inscrits / participation | Inscrits / participation | Inscrits / participation | 36 304       | 30,19        | 36 312      | 30,87       |

### Canton d'Illkirch-Graffenstaden
| Candidats                | Candidats                | Partis                   | Nuance                   | Premier tour | Premier tour | Second tour | Second tour |
| Candidats                | Candidats                | Partis                   | Nuance                   | Voix         | %            | Voix        | %           |
| ------------------------ | ------------------------ | ------------------------ | ------------------------ | ------------ | ------------ | ----------- | ----------- |
|                          | Elisabeth Dreyfus        | DVD                      | LR                       | 2 288        | 25,91        | 5 789       | 64,59       |
|                          | Yves Sublon              | DVD                      | LR                       | 2 288        | 25,91        | 5 789       | 64,59       |
|                          | Emmanuel Bachmann        | PS                       | UGE                      | 2 076        | 23,51        | 3 174       | 35,41       |
|                          | Carine Schaffroth        | EÉLV                     | UGE                      | 2 076        | 23,51        | 3 174       | 35,41       |
|                          | Frédéric Agaud           | LREM                     | UC                       | 1 766        | 20,00        |             |             |
|                          | Marie Rinkel             | DVC                      | UC                       | 1 766        | 20,00        |             |             |
|                          | Christian Cotelle        | RN                       | RN                       | 1 659        | 18,79        |             |             |
|                          | Laurence Faradji         | RN                       | RN                       | 1 659        | 18,79        |             |             |
|                          | Alfonsa Alfano           | LR                       | DVD                      | 767          | 8,69         |             |             |
|                          | Vincent Florange         | DVD                      | DVD                      | 767          | 8,69         |             |             |
|                          | Jean-Christophe Ballut   | SE                       | DIV                      | 275          | 3,11         |             |             |
|                          | Marina Rieks             | SE                       | DIV                      | 275          | 3,11         |             |             |
|                          |                          |                          |                          |              |              |             |             |
| Suffrages exprimés       | Suffrages exprimés       | Suffrages exprimés       | Suffrages exprimés       | 8 831        | 96,88        | 8 963       | 93,38       |
| Votes blancs             | Votes blancs             | Votes blancs             | Votes blancs             | 164          | 1,80         | 440         | 4,58        |
| Votes nuls               | Votes nuls               | Votes nuls               | Votes nuls               | 120          | 1,32         | 195         | 2,03        |
| Total                    | Total                    | Total                    | Total                    | 9 115        | 100          | 9 598       | 100         |
| Abstention               | Abstention               | Abstention               | Abstention               | 23 518       | 72,07        | 23 043      | 70,60       |
| Inscrits / participation | Inscrits / participation | Inscrits / participation | Inscrits / participation | 32 633       | 27,93        | 32 641      | 29,40       |

### Canton d'Ingwiller
| Candidats                | Candidats                | Partis                   | Nuance                   | Premier tour | Premier tour | Second tour | Second tour |
| Candidats                | Candidats                | Partis                   | Nuance                   | Voix         | %            | Voix        | %           |
| ------------------------ | ------------------------ | ------------------------ | ------------------------ | ------------ | ------------ | ----------- | ----------- |
|                          | Valérie Ruch             | DVD                      | LR                       | 4 518        | 44,13        | 6 525       | 70,31       |
|                          | Marc Séné                | LR                       | LR                       | 4 518        | 44,13        | 6 525       | 70,31       |
|                          | Mario Torregrossa        | RN                       | RN                       | 2 275        | 22,22        | 2 755       | 29,69       |
|                          | Christiane Zimmermann    | RN                       | RN                       | 2 275        | 22,22        | 2 755       | 29,69       |
|                          | Yana Enger               | ÉCO                      | ECO                      | 2 012        | 19,65        |             |             |
|                          | Gilbet Quirin            | ÉCO                      | ECO                      | 2 012        | 19,65        |             |             |
|                          | Steve Bauer              | UL                       | REG                      | 1 433        | 14,00        |             |             |
|                          | Anastasie Leipp          | UL                       | REG                      | 1 433        | 14,00        |             |             |
|                          |                          |                          |                          |              |              |             |             |
| Suffrages exprimés       | Suffrages exprimés       | Suffrages exprimés       | Suffrages exprimés       | 10 238       | 95,24        | 9 280       | 92,26       |
| Votes blancs             | Votes blancs             | Votes blancs             | Votes blancs             | 322          | 3,00         | 539         | 5,36        |
| Votes nuls               | Votes nuls               | Votes nuls               | Votes nuls               | 190          | 1,77         | 240         | 2,39        |
| Total                    | Total                    | Total                    | Total                    | 10 750       | 100          | 10 059      | 100         |
| Abstention               | Abstention               | Abstention               | Abstention               | 24 325       | 69,35        | 25 026      | 71,33       |
| Inscrits / participation | Inscrits / participation | Inscrits / participation | Inscrits / participation | 35 075       | 30,65        | 35 085      | 28,67       |

### Canton de Lingolsheim
| Candidats                | Candidats                | Partis                   | Nuance                   | Premier tour | Premier tour | Second tour | Second tour |
| Candidats                | Candidats                | Partis                   | Nuance                   | Voix         | %            | Voix        | %           |
| ------------------------ | ------------------------ | ------------------------ | ------------------------ | ------------ | ------------ | ----------- | ----------- |
|                          | Catherine Graef-Eckert   | LR                       | UD                       | 6 907        | 73,90        | 7 487       | 74,38       |
|                          | Sébastien Zaegel         | LR                       | UD                       | 6 907        | 73,90        | 7 487       | 74,38       |
|                          | Marc Larchet             | PS                       | UGE                      | 2 439        | 26,10        | 2 579       | 25,62       |
|                          | Valérie Wackermann       | PS                       | UGE                      | 2 439        | 26,10        | 2 579       | 25,62       |
|                          |                          |                          |                          |              |              |             |             |
| Suffrages exprimés       | Suffrages exprimés       | Suffrages exprimés       | Suffrages exprimés       | 9 346        | 94,49        | 10 066      | 95,06       |
| Votes blancs             | Votes blancs             | Votes blancs             | Votes blancs             | 391          | 3,95         | 330         | 3,12        |
| Votes nuls               | Votes nuls               | Votes nuls               | Votes nuls               | 154          | 1,56         | 193         | 1,82        |
| Total                    | Total                    | Total                    | Total                    | 9 891        | 100          | 10 589      | 100         |
| Abstention               | Abstention               | Abstention               | Abstention               | 27 412       | 73,48        | 26 717      | 71,62       |
| Inscrits / participation | Inscrits / participation | Inscrits / participation | Inscrits / participation | 37 303       | 26,52        | 37 306      | 28,38       |

### Canton de Molsheim
| Candidats                | Candidats                 | Partis                   | Nuance                   | Premier tour | Premier tour | Second tour | Second tour |
| Candidats                | Candidats                 | Partis                   | Nuance                   | Voix         | %            | Voix        | %           |
| ------------------------ | ------------------------- | ------------------------ | ------------------------ | ------------ | ------------ | ----------- | ----------- |
|                          | Chantal Jeanpert          | UDI                      | LR                       | 6 402        | 47,81        | 8 947       | 67,50       |
|                          | Philippe Meyer            | LR                       | LR                       | 6 402        | 47,81        | 8 947       | 67,50       |
|                          | Claire Lise Speisser      | EÉLV                     | ECO                      | 2 949        | 22,02        | 4 308       | 32,50       |
|                          | Pierre-Alexandre Speisser | EÉLV                     | ECO                      | 2 949        | 22,02        | 4 308       | 32,50       |
|                          | Alexandre Maddio          | RN                       | RN                       | 2 468        | 18,43        |             |             |
|                          | Sandy Porticelli          | RN                       | RN                       | 2 468        | 18,43        |             |             |
|                          | Richarde Hild             | UL                       | REG                      | 1 571        | 11,73        |             |             |
|                          | Benoît Seiller            | UL                       | REG                      | 1 571        | 11,73        |             |             |
|                          |                           |                          |                          |              |              |             |             |
| Suffrages exprimés       | Suffrages exprimés        | Suffrages exprimés       | Suffrages exprimés       | 13 390       | 96,51        | 13 255      | 93,50       |
| Votes blancs             | Votes blancs              | Votes blancs             | Votes blancs             | 313          | 2,26         | 560         | 3,95        |
| Votes nuls               | Votes nuls                | Votes nuls               | Votes nuls               | 171          | 1,23         | 362         | 2,55        |
| Total                    | Total                     | Total                    | Total                    | 13 874       | 100          | 14 177      | 100         |
| Abstention               | Abstention                | Abstention               | Abstention               | 30 654       | 68,84        | 30 356      | 68,17       |
| Inscrits / participation | Inscrits / participation  | Inscrits / participation | Inscrits / participation | 44 528       | 31,16        | 44 533      | 31,83       |

### Canton de Mutzig
| Candidats                | Candidats                | Partis                   | Nuance                   | Premier tour | Premier tour | Second tour | Second tour |
| Candidats                | Candidats                | Partis                   | Nuance                   | Voix         | %            | Voix        | %           |
| ------------------------ | ------------------------ | ------------------------ | ------------------------ | ------------ | ------------ | ----------- | ----------- |
|                          | Frédéric Bierry          | LR                       | UD                       | 7 034        | 63,02        | 8 489       | 78,49       |
|                          | Monique Houlne           | DVD                      | UD                       | 7 034        | 63,02        | 8 489       | 78,49       |
|                          | Léna Geiger              | RN                       | RN                       | 2 103        | 18,84        | 2 327       | 21,51       |
|                          | Yoan Streicher           | RN                       | RN                       | 2 103        | 18,84        | 2 327       | 21,51       |
|                          | Marie-Hélène Arioua      | ÉCO                      | ECO                      | 1 573        | 14,09        |             |             |
|                          | Claudio Fazio            | EÉLV                     | ECO                      | 1 573        | 14,09        |             |             |
|                          | Elisabeth Fleury Rebert  | SE                       | DIV                      | 451          | 4,04         |             |             |
|                          | Jean-Luc Lehmann         | SE                       | DIV                      | 451          | 4,04         |             |             |
|                          |                          |                          |                          |              |              |             |             |
| Suffrages exprimés       | Suffrages exprimés       | Suffrages exprimés       | Suffrages exprimés       | 11 161       | 99,03        | 10 816      | 94,64       |
| Votes blancs             | Votes blancs             | Votes blancs             | Votes blancs             | 217          | 1,88         | 436         | 3,89        |
| Votes nuls               | Votes nuls               | Votes nuls               | Votes nuls               | 139          | 1,21         | 176         | 1,54        |
| Total                    | Total                    | Total                    | Total                    | 11 517       | 100          | 11 428      | 100         |
| Abstention               | Abstention               | Abstention               | Abstention               | 25 022       | 68,48        | 25 118      | 68,73       |
| Inscrits / participation | Inscrits / participation | Inscrits / participation | Inscrits / participation | 36 539       | 31,52        | 36 546      | 31,27       |

### Canton d'Obernai
| Candidats                | Candidats                 | Partis                   | Nuance                   | Premier tour | Premier tour | Second tour | Second tour |
| Candidats                | Candidats                 | Partis                   | Nuance                   | Voix         | %            | Voix        | %           |
| ------------------------ | ------------------------- | ------------------------ | ------------------------ | ------------ | ------------ | ----------- | ----------- |
|                          | Robin Clauss              | LR                       | DVD                      | 4 463        | 47,65        | 6 378       | 70,80       |
|                          | Nathalie Kaltenbach-Ernst | LR                       | DVD                      | 4 463        | 47,65        | 6 378       | 70,80       |
|                          | Didier Andres             | EÉLV                     | ECO                      | 1 796        | 19,17        | 2 631       | 29,20       |
|                          | Martine Marchal-Minazzi   | EÉLV                     | ECO                      | 1 796        | 19,17        | 2 631       | 29,20       |
|                          | Benoît Brinette           | RN                       | RN                       | 1 702        | 18,17        |             |             |
|                          | Sandra Dorsch             | RN                       | RN                       | 1 702        | 18,17        |             |             |
|                          | Carine Hamm               | UL                       | REG                      | 1 406        | 15,01        |             |             |
|                          | Martin Meyer              | UL                       | REG                      | 1 406        | 15,01        |             |             |
|                          |                           |                          |                          |              |              |             |             |
| Suffrages exprimés       | Suffrages exprimés        | Suffrages exprimés       | Suffrages exprimés       | 9 367        | 96,85        | 9 009       | 92,74       |
| Votes blancs             | Votes blancs              | Votes blancs             | Votes blancs             | 200          | 2,07         | 408         | 4,20        |
| Votes nuls               | Votes nuls                | Votes nuls               | Votes nuls               | 105          | 1,09         | 297         | 3,06        |
| Total                    | Total                     | Total                    | Total                    | 9 672        | 100          | 9 714       | 100         |
| Abstention               | Abstention                | Abstention               | Abstention               | 22 252       | 69,70        | 22 210      | 69,57       |
| Inscrits / participation | Inscrits / participation  | Inscrits / participation | Inscrits / participation | 31 924       | 30,30        | 31 924      | 30,43       |

### Canton de Reichshoffen
| Candidats                | Candidats                  | Partis                   | Nuance                   | Premier tour | Premier tour | Second tour | Second tour |
| Candidats                | Candidats                  | Partis                   | Nuance                   | Voix         | %            | Voix        | %           |
| ------------------------ | -------------------------- | ------------------------ | ------------------------ | ------------ | ------------ | ----------- | ----------- |
|                          | Nathalie Marajo-Guthmuller | DVD                      | LR                       | 6 013        | 55,52        | 6 988       | 68,85       |
|                          | Victor Vogt                | LR                       | LR                       | 6 013        | 55,52        | 6 988       | 68,85       |
|                          | Laurent Gnaedig            | RN                       | RN                       | 3 039        | 28,06        | 3 161       | 31,15       |
|                          | Julie Muller               | RN                       | RN                       | 3 039        | 28,06        | 3 161       | 31,15       |
|                          | Steeve Ambiehl             | ÉCO                      | ECO                      | 1 779        | 16,43        |             |             |
|                          | Evelyne Fuchs              | ÉCO                      | ECO                      | 1 779        | 16,43        |             |             |
|                          |                            |                          |                          |              |              |             |             |
| Suffrages exprimés       | Suffrages exprimés         | Suffrages exprimés       | Suffrages exprimés       | 10 831       | 95,42        | 10 149      | 93,57       |
| Votes blancs             | Votes blancs               | Votes blancs             | Votes blancs             | 301          | 2,65         | 403         | 3,72        |
| Votes nuls               | Votes nuls                 | Votes nuls               | Votes nuls               | 219          | 1,93         | 294         | 2,71        |
| Total                    | Total                      | Total                    | Total                    | 11 351       | 100          | 10 846      | 100         |
| Abstention               | Abstention                 | Abstention               | Abstention               | 26 649       | 70,13        | 27 165      | 71,47       |
| Inscrits / participation | Inscrits / participation   | Inscrits / participation | Inscrits / participation | 38 000       | 29,87        | 38 011      | 28,53       |

### Canton de Saverne
| Candidats                | Candidats                | Partis                   | Nuance                   | Premier tour | Premier tour | Second tour | Second tour |
| Candidats                | Candidats                | Partis                   | Nuance                   | Voix         | %            | Voix        | %           |
| ------------------------ | ------------------------ | ------------------------ | ------------------------ | ------------ | ------------ | ----------- | ----------- |
|                          | Jean-Claude Buffa        | DVD                      | UD                       | 3 838        | 31,48        | 6 634       | 58,89       |
|                          | Michèle Eschlimann       | UDI                      | UD                       | 3 838        | 31,48        | 6 634       | 58,89       |
|                          | Thierry Carbiener        | UDI                      | DVD                      | 2 742        | 22,49        | 4 631       | 41,11       |
|                          | Valentine Fritsch        | DVD                      | DVD                      | 2 742        | 22,49        | 4 631       | 41,11       |
|                          | Hélène Herment           | RN                       | RN                       | 2 275        | 18,66        |             |             |
|                          | Jean-Frédéric Steinbach  | RN                       | RN                       | 2 275        | 18,66        |             |             |
|                          | Sandrine Lombard         | EÉLV                     | ECO                      | 2 066        | 16,94        |             |             |
|                          | Jean-Luc Simon           | EÉLV                     | ECO                      | 2 066        | 16,94        |             |             |
|                          | Lena Decker              | UL                       | REG                      | 1 272        | 10,43        |             |             |
|                          | Jean-Marie Lorber        | UL                       | REG                      | 1 272        | 10,43        |             |             |
|                          |                          |                          |                          |              |              |             |             |
| Suffrages exprimés       | Suffrages exprimés       | Suffrages exprimés       | Suffrages exprimés       | 12 193       | 96,48        | 11 265      | 90,23       |
| Votes blancs             | Votes blancs             | Votes blancs             | Votes blancs             | 256          | 2,03         | 872         | 6,98        |
| Votes nuls               | Votes nuls               | Votes nuls               | Votes nuls               | 189          | 1,50         | 348         | 2,79        |
| Total                    | Total                    | Total                    | Total                    | 12 638       | 100          | 12 485      | 100         |
| Abstention               | Abstention               | Abstention               | Abstention               | 25 411       | 66,78        | 25 567      | 67,19       |
| Inscrits / participation | Inscrits / participation | Inscrits / participation | Inscrits / participation | 38 049       | 33,22        | 38 052      | 32,81       |

### Canton de Schiltigheim
| Candidats                | Candidats                | Partis                   | Nuance                   | Premier tour | Premier tour | Second tour | Second tour |
| Candidats                | Candidats                | Partis                   | Nuance                   | Voix         | %            | Voix        | %           |
| ------------------------ | ------------------------ | ------------------------ | ------------------------ | ------------ | ------------ | ----------- | ----------- |
|                          | Sevil Aras               | ÉCO                      | ECO                      | 2 461        | 37,06        | 3 245       | 48,09       |
|                          | Benoît Steffanus         | EÉLV                     | ECO                      | 2 461        | 37,06        | 3 245       | 48,09       |
|                          | Danielle Diligent        | UDI                      | UD                       | 2 113        | 31,82        | 3 503       | 51,91       |
|                          | Jean-Louis Hoerlé        | LR                       | UD                       | 2 113        | 31,82        | 3 503       | 51,91       |
|                          | Pascale Gnirs            | RN                       | RN                       | 988          | 14,88        |             |             |
|                          | Laurent Roy              | RN                       | RN                       | 988          | 14,88        |             |             |
|                          | Sylvie Gil Barea         | DVD                      | DVD                      | 591          | 8,90         |             |             |
|                          | Richard Kasprowicz       | DVD                      | DVD                      | 591          | 8,90         |             |             |
|                          | Capucine Gautheron       | UL                       | REG                      | 487          | 7,33         |             |             |
|                          | Gautier Perrin           | UL                       | REG                      | 487          | 7,33         |             |             |
|                          |                          |                          |                          |              |              |             |             |
| Suffrages exprimés       | Suffrages exprimés       | Suffrages exprimés       | Suffrages exprimés       | 6 640        | 97,16        | 6 748       | 94,09       |
| Votes blancs             | Votes blancs             | Votes blancs             | Votes blancs             | 112          | 1,64         | 298         | 4,16        |
| Votes nuls               | Votes nuls               | Votes nuls               | Votes nuls               | 82           | 1,20         | 126         | 1,76        |
| Total                    | Total                    | Total                    | Total                    | 6 834        | 100          | 7 172       | 100         |
| Abstention               | Abstention               | Abstention               | Abstention               | 20 094       | 74,62        | 19 764      | 73,37       |
| Inscrits / participation | Inscrits / participation | Inscrits / participation | Inscrits / participation | 26 928       | 25,38        | 26 936      | 26,63       |

### Canton de Sélestat
| Candidats                | Candidats                  | Partis                   | Nuance                   | Premier tour | Premier tour | Second tour | Second tour |
| Candidats                | Candidats                  | Partis                   | Nuance                   | Voix         | %            | Voix        | %           |
| ------------------------ | -------------------------- | ------------------------ | ------------------------ | ------------ | ------------ | ----------- | ----------- |
|                          | Catherine Greigert         | DVD                      | UD                       | 4 296        | 34,09        | 6 884       | 56,57       |
|                          | Charles Sitzenstuhl        | DVD                      | UD                       | 4 296        | 34,09        | 6 884       | 56,57       |
|                          | Muriel Braun               | DVC                      | DVC                      | 2 510        | 19,92        | 5 284       | 43,43       |
|                          | Denis Digel                | DVC                      | DVC                      | 2 510        | 19,92        | 5 284       | 43,43       |
|                          | Éliane Klein               | RN                       | RN                       | 2 385        | 18,92        |             |             |
|                          | Philippe Nesz              | RN                       | RN                       | 2 385        | 18,92        |             |             |
|                          | Chedlia Ben Salah-Breigeat | PCF                      | UGE                      | 2 279        | 18,08        |             |             |
|                          | Bertrand Gaudin            | EÉLV                     | UGE                      | 2 279        | 18,08        |             |             |
|                          | Judith Eisele              | UL                       | REG                      | 1 133        | 8,99         |             |             |
|                          | Thiebault-Valery Zitvogel  | UL                       | REG                      | 1 133        | 8,99         |             |             |
|                          |                            |                          |                          |              |              |             |             |
| Suffrages exprimés       | Suffrages exprimés         | Suffrages exprimés       | Suffrages exprimés       | 12 603       | 96,19        | 12 168      | 90,15       |
| Votes blancs             | Votes blancs               | Votes blancs             | Votes blancs             | 282          | 2,15         | 916         | 6,79        |
| Votes nuls               | Votes nuls                 | Votes nuls               | Votes nuls               | 217          | 1,66         | 414         | 3,07        |
| Total                    | Total                      | Total                    | Total                    | 13 102       | 100          | 13 498      | 100         |
| Abstention               | Abstention                 | Abstention               | Abstention               | 30 251       | 69,78        | 29 867      | 68,87       |
| Inscrits / participation | Inscrits / participation   | Inscrits / participation | Inscrits / participation | 43 353       | 30,22        | 43 365      | 31,13       |

### Canton de Strasbourg-1
| Candidats                | Candidats                 | Partis                   | Nuance                   | Premier tour | Premier tour | Second tour | Second tour |
| Candidats                | Candidats                 | Partis                   | Nuance                   | Voix         | %            | Voix        | %           |
| ------------------------ | ------------------------- | ------------------------ | ------------------------ | ------------ | ------------ | ----------- | ----------- |
|                          | Florian Kobryn            | ÉCO                      | UGE                      | 3 026        | 38,12        | 4 295       | 56,14       |
|                          | Ludivine Quintallet       | EÉLV                     | UGE                      | 3 026        | 38,12        | 4 295       | 56,14       |
|                          | Édith Peirotes            | DVC                      | UC                       | 1 454        | 18,31        | 3 356       | 43,86       |
|                          | Mathieu Zeggiato          | LREM                     | UC                       | 1 454        | 18,31        | 3 356       | 43,86       |
|                          | Nadia Annebi              | PS                       | DVG                      | 1 086        | 13,68        |             |             |
|                          | Mathieu Cahn              | PS                       | DVG                      | 1 086        | 13,68        |             |             |
|                          | Audrey Rozenhaft          | LR                       | LR                       | 968          | 12,19        |             |             |
|                          | Alexandre Wolf-Samaloussi | LR                       | LR                       | 968          | 12,19        |             |             |
|                          | Serge Grémillet           | RN                       | RN                       | 800          | 10,08        |             |             |
|                          | Magali Guivarch           | RN                       | RN                       | 800          | 10,08        |             |             |
|                          | Fanny Fuchs               | DVC                      | DVC                      | 335          | 4,22         |             |             |
|                          | Martin Guillaumé          | DVC                      | DVC                      | 335          | 4,22         |             |             |
|                          | Sarah Jamali              | SE                       | DIV                      | 178          | 2,24         |             |             |
|                          | Thomas Vogler             | SE                       | DIV                      | 178          | 2,24         |             |             |
|                          | Claudia Andretta          | Volt                     | ECO                      | 92           | 1,16         |             |             |
|                          | Alexandre Lesueur         | Volt                     | ECO                      | 92           | 1,16         |             |             |
|                          |                           |                          |                          |              |              |             |             |
| Suffrages exprimés       | Suffrages exprimés        | Suffrages exprimés       | Suffrages exprimés       | 7 939        | 97,75        | 7 651       | 91,66       |
| Votes blancs             | Votes blancs              | Votes blancs             | Votes blancs             | 123          | 1,51         | 507         | 6,07        |
| Votes nuls               | Votes nuls                | Votes nuls               | Votes nuls               | 60           | 0,74         | 189         | 2,26        |
| Total                    | Total                     | Total                    | Total                    | 8 122        | 100          | 8 347       | 100         |
| Abstention               | Abstention                | Abstention               | Abstention               | 16 226       | 66,64        | 16 010      | 65,73       |
| Inscrits / participation | Inscrits / participation  | Inscrits / participation | Inscrits / participation | 24 348       | 33,36        | 24 357      | 34,27       |

### Canton de Strasbourg-2
| Candidats                | Candidats                | Partis                   | Nuance                   | Premier tour | Premier tour | Second tour | Second tour |
| Candidats                | Candidats                | Partis                   | Nuance                   | Voix         | %            | Voix        | %           |
| ------------------------ | ------------------------ | ------------------------ | ------------------------ | ------------ | ------------ | ----------- | ----------- |
|                          | Damien Frémont           | EÉLV                     | UGE                      | 1 659        | 31,14        | 2 465       | 50,94       |
|                          | Fleur Laronze            | PCF                      | UGE                      | 1 659        | 31,14        | 2 465       | 50,94       |
|                          | Éric Elkouby             | PS                       | SOC                      | 1 298        | 24,37        | 2 374       | 49,06       |
|                          | Martine Jung             | PS                       | SOC                      | 1 298        | 24,37        | 2 374       | 49,06       |
|                          | Jean-Claude Bader        | RN                       | RN                       | 688          | 12,92        |             |             |
|                          | Tamara Volokhova         | RN                       | RN                       | 688          | 12,92        |             |             |
|                          | Michèle Jung             | MoDem                    | MDM                      | 584          | 10,96        |             |             |
|                          | Ton Ta                   | MoDem                    | MDM                      | 584          | 10,96        |             |             |
|                          | Azeddine Naji            | SE                       | DIV                      | 470          | 8,82         |             |             |
|                          | Fadma Rouchdi            | SE                       | DIV                      | 470          | 8,82         |             |             |
|                          | Lysiane Collon Bender    | SE                       | LR                       | 439          | 8,24         |             |             |
|                          | Baptiste Lorentz         | LR                       | LR                       | 439          | 8,24         |             |             |
|                          | Elisa Blache             | POID                     | EXG                      | 108          | 2,03         |             |             |
|                          | Aymeric Fraincart        | POID                     | EXG                      | 108          | 2,03         |             |             |
|                          | Jean-Philippe Golly      | SE                       | DIV                      | 81           | 1,52         |             |             |
|                          | Cindy Schoeny            | SE                       | DIV                      | 81           | 1,52         |             |             |
|                          |                          |                          |                          |              |              |             |             |
| Suffrages exprimés       | Suffrages exprimés       | Suffrages exprimés       | Suffrages exprimés       | 5 327        | 97,81        | 4 839       | 91,18       |
| Votes blancs             | Votes blancs             | Votes blancs             | Votes blancs             | 72           | 1,32         | 349         | 6,58        |
| Votes nuls               | Votes nuls               | Votes nuls               | Votes nuls               | 47           | 0,86         | 119         | 2,24        |
| Total                    | Total                    | Total                    | Total                    | 5 446        | 100          | 5 307       | 100         |
| Abstention               | Abstention               | Abstention               | Abstention               | 14 290       | 72,41        | 14 435      | 73,12       |
| Inscrits / participation | Inscrits / participation | Inscrits / participation | Inscrits / participation | 19 736       | 27,59        | 19 742      | 26,88       |

### Canton de Strasbourg-3
| Candidats                | Candidats                | Partis                   | Nuance                   | Premier tour | Premier tour | Second tour | Second tour |
| Candidats                | Candidats                | Partis                   | Nuance                   | Voix         | %            | Voix        | %           |
| ------------------------ | ------------------------ | ------------------------ | ------------------------ | ------------ | ------------ | ----------- | ----------- |
|                          | Françoise Bey            | PS                       | SOC                      | 1 107        | 24,87        | 2 400       | 55,94       |
|                          | Serge Oehler             | PS                       | SOC                      | 1 107        | 24,87        | 2 400       | 55,94       |
|                          | Chèrif Diallo            | G.s                      | UGE                      | 1 104        | 24,80        | 1 890       | 44,06       |
|                          | Stéphanie Karmann        | DVG                      | UGE                      | 1 104        | 24,80        | 1 890       | 44,06       |
|                          | Aude Brastenhoffer       | RN                       | RN                       | 715          | 16,06        |             |             |
|                          | Sergiy Gourtovyi         | RN                       | RN                       | 715          | 16,06        |             |             |
|                          | Valentin Dive            | LR                       | LR                       | 557          | 12,51        |             |             |
|                          | Imène Sfaxi              | LR                       | LR                       | 557          | 12,51        |             |             |
|                          | Olivier Ferrand          | LREM                     | REM                      | 546          | 12,27        |             |             |
|                          | Claudia Schell           | LREM                     | REM                      | 546          | 12,27        |             |             |
|                          | Doris Nicolas            | SE                       | DIV                      | 245          | 5,50         |             |             |
|                          | Jamal Rouchdi            | SE                       | DIV                      | 245          | 5,50         |             |             |
|                          | Didier Lang              | SE                       | DIV                      | 177          | 3,98         |             |             |
|                          | Maryline Schell          | SE                       | DIV                      | 177          | 3,98         |             |             |
|                          |                          |                          |                          |              |              |             |             |
| Suffrages exprimés       | Suffrages exprimés       | Suffrages exprimés       | Suffrages exprimés       | 4 451        | 97,35        | 4 290       | 88,56       |
| Votes blancs             | Votes blancs             | Votes blancs             | Votes blancs             | 68           | 1,49         | 402         | 8,30        |
| Votes nuls               | Votes nuls               | Votes nuls               | Votes nuls               | 53           | 1,16         | 152         | 3,14        |
| Total                    | Total                    | Total                    | Total                    | 4 572        | 100          | 4 844       | 100         |
| Abstention               | Abstention               | Abstention               | Abstention               | 18 086       | 79,82        | 17 822      | 78,63       |
| Inscrits / participation | Inscrits / participation | Inscrits / participation | Inscrits / participation | 22 658       | 20,18        | 22 666      | 21,37       |

### Canton de Strasbourg-4
| Candidats                | Candidats                | Partis                   | Nuance                   | Premier tour | Premier tour | Second tour | Second tour |
| Candidats                | Candidats                | Partis                   | Nuance                   | Voix         | %            | Voix        | %           |
| ------------------------ | ------------------------ | ------------------------ | ------------------------ | ------------ | ------------ | ----------- | ----------- |
|                          | Anne Tenenbaum           | Agir                     | UCD                      | 4 431        | 51,09        | 5 530       | 63,36       |
|                          | Jean-Philippe Vetter     | LR                       | UCD                      | 4 431        | 51,09        | 5 530       | 63,36       |
|                          | Jacqueline Karo          | EÉLV                     | UGE                      | 2 180        | 25,14        | 3 198       | 36,64       |
|                          | Roger Wolff              | DVG                      | UGE                      | 2 180        | 25,14        | 3 198       | 36,64       |
|                          | Aurélie Lund             | PS                       | SOC                      | 1 281        | 14,77        |             |             |
|                          | Étienne Westphal         | PS                       | SOC                      | 1 281        | 14,77        |             |             |
|                          | Steven Fluhr             | RN                       | RN                       | 781          | 9,00         |             |             |
|                          | Annick Peter             | RN                       | RN                       | 781          | 9,00         |             |             |
|                          |                          |                          |                          |              |              |             |             |
| Suffrages exprimés       | Suffrages exprimés       | Suffrages exprimés       | Suffrages exprimés       | 8 673        | 97,58        | 8 728       | 96,00       |
| Votes blancs             | Votes blancs             | Votes blancs             | Votes blancs             | 166          | 1,87         | 246         | 2,71        |
| Votes nuls               | Votes nuls               | Votes nuls               | Votes nuls               | 49           | 0,55         | 118         | 1,30        |
| Total                    | Total                    | Total                    | Total                    | 8 888        | 100          | 9 092       | 100         |
| Abstention               | Abstention               | Abstention               | Abstention               | 16 066       | 64,38        | 15 870      | 63,58       |
| Inscrits / participation | Inscrits / participation | Inscrits / participation | Inscrits / participation | 24 954       | 35,62        | 24 962      | 36,42       |

### Canton de Strasbourg-5
| Candidats                | Candidats                | Partis                   | Nuance                   | Premier tour | Premier tour | Second tour | Second tour |
| Candidats                | Candidats                | Partis                   | Nuance                   | Voix         | %            | Voix        | %           |
| ------------------------ | ------------------------ | ------------------------ | ------------------------ | ------------ | ------------ | ----------- | ----------- |
|                          | Leyla Binici             | EÉLV                     | UGE                      | 1 834        | 28,20        | 2 744       | 41,46       |
|                          | Aurélien Bonnarel        | PCF                      | UGE                      | 1 834        | 28,20        | 2 744       | 41,46       |
|                          | Nicolas Matt             | LREM                     | DVC                      | 1 717        | 26,40        | 3 875       | 58,54       |
|                          | Anne Reymann             | Agir                     | DVC                      | 1 717        | 26,40        | 3 875       | 58,54       |
|                          | Maritchu Rall            | LR                       | LR                       | 1 410        | 21,68        |             |             |
|                          | Jean-Emmanuel Robert     | LR                       | LR                       | 1 410        | 21,68        |             |             |
|                          | Dominique Mastelli       | PS                       | SOC                      | 1 048        | 16,11        |             |             |
|                          | Noémie Tebol             | SE                       | SOC                      | 1 048        | 16,11        |             |             |
|                          | Laurine Roux             | DVD                      | DVD                      | 495          | 7,61         |             |             |
|                          | Richard Seiler           | DVD                      | DVD                      | 495          | 7,61         |             |             |
|                          |                          |                          |                          |              |              |             |             |
| Suffrages exprimés       | Suffrages exprimés       | Suffrages exprimés       | Suffrages exprimés       | 6 504        | 96,47        | 6 619       | 94,41       |
| Votes blancs             | Votes blancs             | Votes blancs             | Votes blancs             | 168          | 2,49         | 295         | 4,21        |
| Votes nuls               | Votes nuls               | Votes nuls               | Votes nuls               | 70           | 1,04         | 97          | 1,38        |
| Total                    | Total                    | Total                    | Total                    | 6 742        | 100          | 7 011       | 100         |
| Abstention               | Abstention               | Abstention               | Abstention               | 12 970       | 65,80        | 12 709      | 64,45       |
| Inscrits / participation | Inscrits / participation | Inscrits / participation | Inscrits / participation | 19 712       | 34,20        | 19 720      | 35,55       |

### Canton de Strasbourg-6
| Candidats                | Candidats                | Partis                   | Nuance                   | Premier tour | Premier tour | Second tour | Second tour |
| Candidats                | Candidats                | Partis                   | Nuance                   | Voix         | %            | Voix        | %           |
| ------------------------ | ------------------------ | ------------------------ | ------------------------ | ------------ | ------------ | ----------- | ----------- |
|                          | Pascale Jurdant-Pfeiffer | UDI                      | UD                       | 2 256        | 33,45        | 3 992       | 57,77       |
|                          | Jean-Philippe Maurer     | LR                       | UD                       | 2 256        | 33,45        | 3 992       | 57,77       |
|                          | Fanchon Barbat-Lehmann   | EÉLV                     | UGE                      | 1 792        | 26,57        | 2 918       | 42,23       |
|                          | Germain Mignot           | ÉCO                      | UGE                      | 1 792        | 26,57        | 2 918       | 42,23       |
|                          | Hombeline du Parc        | RN                       | RN                       | 1 101        | 16,33        |             |             |
|                          | Jacques Louviaux         | RN                       | RN                       | 1 101        | 16,33        |             |             |
|                          | Philippe Darstein        | MoDem                    | DVC                      | 753          | 11,17        |             |             |
|                          | Sandra Dietsch           | DVC                      | DVC                      | 753          | 11,17        |             |             |
|                          | Ronan Galinier           | LFI                      | SOC                      | 697          | 10,34        |             |             |
|                          | Élisabeth Ramel          | PS                       | SOC                      | 697          | 10,34        |             |             |
|                          | Sandra Kuntz             | SE                       | DIV                      | 145          | 2,15         |             |             |
|                          | Marcel Wolff             | SE                       | DIV                      | 145          | 2,15         |             |             |
|                          |                          |                          |                          |              |              |             |             |
| Suffrages exprimés       | Suffrages exprimés       | Suffrages exprimés       | Suffrages exprimés       | 6 744        | 97,12        | 6 910       | 94,87       |
| Votes blancs             | Votes blancs             | Votes blancs             | Votes blancs             | 115          | 1,66         | 259         | 3,56        |
| Votes nuls               | Votes nuls               | Votes nuls               | Votes nuls               | 85           | 1,22         | 115         | 1,58        |
| Total                    | Total                    | Total                    | Total                    | 6 944        | 100          | 7 284       | 100         |
| Abstention               | Abstention               | Abstention               | Abstention               | 21 474       | 75,56        | 21 150      | 74,38       |
| Inscrits / participation | Inscrits / participation | Inscrits / participation | Inscrits / participation | 28 418       | 24,44        | 28 434      | 25,62       |

### Canton de Wissembourg
| Candidats                | Candidats                | Partis                   | Nuance                   | Premier tour | Premier tour | Second tour | Second tour |
| Candidats                | Candidats                | Partis                   | Nuance                   | Voix         | %            | Voix        | %           |
| ------------------------ | ------------------------ | ------------------------ | ------------------------ | ------------ | ------------ | ----------- | ----------- |
|                          | Paul Heintz              | LR                       | DVD                      | 5 434        | 50,01        | 7 477       | 74,26       |
|                          | Stéphanie Kochert        | LR                       | DVD                      | 5 434        | 50,01        | 7 477       | 74,26       |
|                          | Isabelle Batt            | RN                       | RN                       | 2 149        | 19,78        | 2 591       | 25,74       |
|                          | Christophe Heyd          | RN                       | RN                       | 2 149        | 19,78        | 2 591       | 25,74       |
|                          | Evelyne Denny            | ÉCO                      | ECO                      | 1 673        | 15,40        |             |             |
|                          | Georges Heller           | EÉLV                     | ECO                      | 1 673        | 15,40        |             |             |
|                          | Bruno Jacky              | UL                       | REG                      | 1 610        | 14,82        |             |             |
|                          | Barbara Marechal Wallior | UL                       | REG                      | 1 610        | 14,82        |             |             |
|                          |                          |                          |                          |              |              |             |             |
| Suffrages exprimés       | Suffrages exprimés       | Suffrages exprimés       | Suffrages exprimés       | 10 866       | 95,67        | 10 068      | 93,14       |
| Votes blancs             | Votes blancs             | Votes blancs             | Votes blancs             | 268          | 2,36         | 418         | 3,87        |
| Votes nuls               | Votes nuls               | Votes nuls               | Votes nuls               | 224          | 1,97         | 324         | 3,00        |
| Total                    | Total                    | Total                    | Total                    | 11 358       | 100          | 10 810      | 100         |
| Abstention               | Abstention               | Abstention               | Abstention               | 24 669       | 68,47        | 25 220      | 70,00       |
| Inscrits / participation | Inscrits / participation | Inscrits / participation | Inscrits / participation | 36 027       | 31,53        | 36 030      | 30,00       |

### Canton d'Altkirch
| Candidats                | Candidats                | Partis                   | Nuance                   | Premier tour | Premier tour | Second tour | Second tour |
| Candidats                | Candidats                | Partis                   | Nuance                   | Voix         | %            | Voix        | %           |
| ------------------------ | ------------------------ | ------------------------ | ------------------------ | ------------ | ------------ | ----------- | ----------- |
|                          | Sabine Drexler           | DVD                      | UD                       | 6 142        | 56,49        | 8 236       | 77,04       |
|                          | Nicolas Jander           | UDI                      | UD                       | 6 142        | 56,49        | 8 236       | 77,04       |
|                          | Stella Billotte          | RN                       | RN                       | 1 916        | 17,62        | 2 454       | 22,96       |
|                          | Philippe Muller          | RN                       | RN                       | 1 916        | 17,62        | 2 454       | 22,96       |
|                          | Gilbert Kuntz            | MEI                      | ECO                      | 1 583        | 14,56        |             |             |
|                          | Camille Waechter         | MEI                      | ECO                      | 1 583        | 14,56        |             |             |
|                          | Huguette Françon         | UL                       | REG                      | 1 232        | 11,33        |             |             |
|                          | François Ortner          | UL                       | REG                      | 1 232        | 11,33        |             |             |
|                          |                          |                          |                          |              |              |             |             |
| Suffrages exprimés       | Suffrages exprimés       | Suffrages exprimés       | Suffrages exprimés       | 10 873       | 95,98        | 10 690      | 93,34       |
| Votes blancs             | Votes blancs             | Votes blancs             | Votes blancs             | 296          | 2,61         | 490         | 4,28        |
| Votes nuls               | Votes nuls               | Votes nuls               | Votes nuls               | 159          | 1,40         | 273         | 2,38        |
| Total                    | Total                    | Total                    | Total                    | 11 328       | 100          | 11 453      | 100         |
| Abstention               | Abstention               | Abstention               | Abstention               | 25 071       | 68,88        | 24 958      | 68,55       |
| Inscrits / participation | Inscrits / participation | Inscrits / participation | Inscrits / participation | 36 399       | 31,12        | 36 411      | 68,55       |

### Canton de Brunstatt-Didenheim
| Candidats                | Candidats                | Partis                   | Nuance                   | Premier tour | Premier tour | Second tour | Second tour |
| Candidats                | Candidats                | Partis                   | Nuance                   | Voix         | %            | Voix        | %           |
| ------------------------ | ------------------------ | ------------------------ | ------------------------ | ------------ | ------------ | ----------- | ----------- |
|                          | Daniel Adrian            | DVD                      | DVD                      | 3 168        | 32,61        | 5 472       | 58,36       |
|                          | Nicole Beha              | DVD                      | DVD                      | 3 168        | 32,61        | 5 472       | 58,36       |
|                          | Bernadette Groff         | UDI                      | DVD                      | 2 427        | 24,98        | 3 905       | 41,64       |
|                          | Pascal Turri             | DVD                      | DVD                      | 2 427        | 24,98        | 3 905       | 41,64       |
|                          | Denis Pint               | RN                       | RN                       | 1 748        | 17,99        |             |             |
|                          | Sabrina Ritter           | RN                       | RN                       | 1 748        | 17,99        |             |             |
|                          | Aline Guennegues         | ÉCO                      | ECO                      | 1 595        | 16,42        |             |             |
|                          | Tony Leroux              | EÉLV                     | ECO                      | 1 595        | 16,42        |             |             |
|                          | Bruno Weibel             | UL                       | REG                      | 776          | 7,99         |             |             |
|                          | Simone Wurch             | UL                       | REG                      | 776          | 7,99         |             |             |
|                          |                          |                          |                          |              |              |             |             |
| Suffrages exprimés       | Suffrages exprimés       | Suffrages exprimés       | Suffrages exprimés       | 9 714        | 96,97        | 9 377       | 90,53       |
| Votes blancs             | Votes blancs             | Votes blancs             | Votes blancs             | 205          | 2,05         | 718         | 6,93        |
| Votes nuls               | Votes nuls               | Votes nuls               | Votes nuls               | 99           | 0,99         | 263         | 2,54        |
| Total                    | Total                    | Total                    | Total                    | 10 018       | 100          | 10 358      | 100         |
| Abstention               | Abstention               | Abstention               | Abstention               | 21 855       | 68,57        | 21 530      | 67,52       |
| Inscrits / participation | Inscrits / participation | Inscrits / participation | Inscrits / participation | 31 873       | 31,43        | 31 888      | 32,48       |

### Canton de Cernay
| Candidats                | Candidats                | Partis                   | Nuance                   | Premier tour | Premier tour | Second tour | Second tour |
| Candidats                | Candidats                | Partis                   | Nuance                   | Voix         | %            | Voix        | %           |
| ------------------------ | ------------------------ | ------------------------ | ------------------------ | ------------ | ------------ | ----------- | ----------- |
|                          | Annick Luttenbacher      | LR                       | LR                       | 4 766        | 46,08        | 7 271       | 70,26       |
|                          | Raphaël Schellenberger   | LR                       | LR                       | 4 766        | 46,08        | 7 271       | 70,26       |
|                          | Jean-Didier Ast          | RN                       | RN                       | 2 343        | 22,66        | 3 077       | 29,74       |
|                          | Marion Wilhelm           | RN                       | RN                       | 2 343        | 22,66        | 3 077       | 29,74       |
|                          | Mathieu Ermel            | DVC                      | DVC                      | 1 904        | 18,41        |             |             |
|                          | Claudine François Wilser | MEI                      | DVC                      | 1 904        | 18,41        |             |             |
|                          | Guy Baschung             | UL                       | REG                      | 1 329        | 12,85        |             |             |
|                          | Sonia Weiss              | UL                       | REG                      | 1 329        | 12,85        |             |             |
|                          |                          |                          |                          |              |              |             |             |
| Suffrages exprimés       | Suffrages exprimés       | Suffrages exprimés       | Suffrages exprimés       | 10 342       | 94,83        | 10 348      | 90,91       |
| Votes blancs             | Votes blancs             | Votes blancs             | Votes blancs             | 398          | 3,65         | 730         | 6,41        |
| Votes nuls               | Votes nuls               | Votes nuls               | Votes nuls               | 166          | 1,52         | 305         | 2,68        |
| Total                    | Total                    | Total                    | Total                    | 10 906       | 100          | 11 383      | 100         |
| Abstention               | Abstention               | Abstention               | Abstention               | 27 186       | 71,37        | 26 719      | 70,12       |
| Inscrits / participation | Inscrits / participation | Inscrits / participation | Inscrits / participation | 38 092       | 28,63        | 38 102      | 29,88       |

### Canton de Colmar-1
| Candidats                | Candidats                   | Partis                   | Nuance                   | Premier tour | Premier tour | Second tour | Second tour |
| Candidats                | Candidats                   | Partis                   | Nuance                   | Voix         | %            | Voix        | %           |
| ------------------------ | --------------------------- | ------------------------ | ------------------------ | ------------ | ------------ | ----------- | ----------- |
|                          | Martine Dietrich            | LR                       | LR                       | 2 564        | 42,63        | 3 630       | 60,64       |
|                          | Yves Hemedinger             | LR                       | LR                       | 2 564        | 42,63        | 3 630       | 60,64       |
|                          | Frédéric Hilbert            | EÉLV                     | ECO                      | 1 660        | 27,60        | 2 356       | 39,36       |
|                          | Véronique Mattlinger Wucher | EÉLV                     | ECO                      | 1 660        | 27,60        | 2 356       | 39,36       |
|                          | Thomas Estève               | RN                       | DVD                      | 994          | 16,53        |             |             |
|                          | Suzanne Leonard             | DVD                      | DVD                      | 994          | 16,53        |             |             |
|                          | Cecile Striebig-Thevenin    | DVD                      | DVD                      | 534          | 8,88         |             |             |
|                          | Yavuz Yildiz                | DVD                      | DVD                      | 534          | 8,88         |             |             |
|                          | Cédric Clor                 | DVD                      | DVD                      | 178          | 2,96         |             |             |
|                          | Karine Rossé                | DVD                      | DVD                      | 178          | 2,96         |             |             |
|                          | Christine Heimburger        | SE                       | DIV                      | 85           | 1,41         |             |             |
|                          | Hakim Makmoul               | SE                       | DIV                      | 85           | 1,41         |             |             |
|                          |                             |                          |                          |              |              |             |             |
| Suffrages exprimés       | Suffrages exprimés          | Suffrages exprimés       | Suffrages exprimés       | 6 015        | 96,36        | 5 986       | 94,19       |
| Votes blancs             | Votes blancs                | Votes blancs             | Votes blancs             | 148          | 2,37         | 261         | 4,11        |
| Votes nuls               | Votes nuls                  | Votes nuls               | Votes nuls               | 79           | 1,27         | 108         | 1,70        |
| Total                    | Total                       | Total                    | Total                    | 6 242        | 100          | 6 355       | 100         |
| Abstention               | Abstention                  | Abstention               | Abstention               | 18 999       | 75,27        | 18 892      | 74,83       |
| Inscrits / participation | Inscrits / participation    | Inscrits / participation | Inscrits / participation | 25 241       | 24,73        | 25 247      | 25,17       |

### Canton de Colmar-2
| Candidats                | Candidats                | Partis                   | Nuance                   | Premier tour | Premier tour | Second tour | Second tour |
| Candidats                | Candidats                | Partis                   | Nuance                   | Voix         | %            | Voix        | %           |
| ------------------------ | ------------------------ | ------------------------ | ------------------------ | ------------ | ------------ | ----------- | ----------- |
|                          | Brigitte Klinkert        | DVC                      | UCD                      | 7 454        | 63,65        | 8 704       | 74,99       |
|                          | Éric Straumann           | LR                       | UCD                      | 7 454        | 63,65        | 8 704       | 74,99       |
|                          | François Lentz           | EÉLV                     | DVG                      | 2 162        | 18,46        | 2 903       | 25,01       |
|                          | Sylvie Pépin-Fouinat     | EÉLV                     | DVG                      | 2 162        | 18,46        | 2 903       | 25,01       |
|                          | Nathalie Aubert          | RN                       | RN                       | 2 094        | 17,88        |             |             |
|                          | Jean-Paul Gley           | RN                       | RN                       | 2 094        | 17,88        |             |             |
|                          |                          |                          |                          |              |              |             |             |
| Suffrages exprimés       | Suffrages exprimés       | Suffrages exprimés       | Suffrages exprimés       | 11 710       | 96,22        | 11 607      | 92,82       |
| Votes blancs             | Votes blancs             | Votes blancs             | Votes blancs             | 290          | 2,38         | 609         | 4,87        |
| Votes nuls               | Votes nuls               | Votes nuls               | Votes nuls               | 170          | 1,40         | 289         | 2,31        |
| Total                    | Total                    | Total                    | Total                    | 12 170       | 100          | 12 505      | 100         |
| Abstention               | Abstention               | Abstention               | Abstention               | 26 729       | 68,71        | 26 401      | 67,86       |
| Inscrits / participation | Inscrits / participation | Inscrits / participation | Inscrits / participation | 38 899       | 31,29        | 38 906      | 32,14       |

### Canton d'Ensisheim
| Candidats                | Candidats                | Partis                   | Nuance                   | Premier tour | Premier tour | Second tour | Second tour |
| Candidats                | Candidats                | Partis                   | Nuance                   | Voix         | %            | Voix        | %           |
| ------------------------ | ------------------------ | ------------------------ | ------------------------ | ------------ | ------------ | ----------- | ----------- |
|                          | Carole Elmlinger         | DVC                      | UCD                      | 3 417        | 34,48        | 5 950       | 59,15       |
|                          | Joseph Kammerer          | LR                       | UCD                      | 3 417        | 34,48        | 5 950       | 59,15       |
|                          | Valérie Lemoine          | RN                       | RN                       | 3 242        | 32,72        | 4 109       | 40,85       |
|                          | Christian Zimmermann     | RN                       | RN                       | 3 242        | 32,72        | 4 109       | 40,85       |
|                          | Josiane Bigel            | DVC                      | DVC                      | 1 897        | 19,14        |             |             |
|                          | Claude Brender           | DVC                      | DVC                      | 1 897        | 19,14        |             |             |
|                          | Aïcha Fritsch            | DVG                      | DVG                      | 1 353        | 13,65        |             |             |
|                          | Benoît Legrand           | LFI                      | DVG                      | 1 353        | 13,65        |             |             |
|                          |                          |                          |                          |              |              |             |             |
| Suffrages exprimés       | Suffrages exprimés       | Suffrages exprimés       | Suffrages exprimés       | 9 909        | 94,51        | 10 059      | 92,69       |
| Votes blancs             | Votes blancs             | Votes blancs             | Votes blancs             | 425          | 4,05         | 574         | 5,29        |
| Votes nuls               | Votes nuls               | Votes nuls               | Votes nuls               | 151          | 1,44         | 219         | 2,02        |
| Total                    | Total                    | Total                    | Total                    | 10 485       | 100          | 10 852      | 100         |
| Abstention               | Abstention               | Abstention               | Abstention               | 25 232       | 70,64        | 24 875      | 69,63       |
| Inscrits / participation | Inscrits / participation | Inscrits / participation | Inscrits / participation | 35 717       | 29,36        | 35 727      | 30,37       |

### Canton de Guebwiller
| Candidats                | Candidats                | Partis                   | Nuance                   | Premier tour | Premier tour | Second tour | Second tour |
| Candidats                | Candidats                | Partis                   | Nuance                   | Voix         | %            | Voix        | %           |
| ------------------------ | ------------------------ | ------------------------ | ------------------------ | ------------ | ------------ | ----------- | ----------- |
|                          | Francis Kleitz           | UDI                      | UD                       | 2 904        | 40,10        | 4 686       | 62,51       |
|                          | Karine Pagliarulo        | LR                       | UD                       | 2 904        | 40,10        | 4 686       | 62,51       |
|                          | Bernard Goetschy         | EÉLV                     | UGE                      | 1 787        | 24,68        | 2 811       | 37,49       |
|                          | Perrine Wiesser          | DVG                      | UGE                      | 1 787        | 24,68        | 2 811       | 37,49       |
|                          | Serge Bank-Maurer        | RN                       | RN                       | 1 492        | 20,60        |             |             |
|                          | Anaïs Rigalleau          | RN                       | RN                       | 1 492        | 20,60        |             |             |
|                          | Cendrine Miesch          | UL                       | REG                      | 700          | 9,67         |             |             |
|                          | Jean-Philippe Platt      | UL                       | REG                      | 700          | 9,67         |             |             |
|                          | Jean-Luc Ginder          | DVC                      | DVC                      | 359          | 4,96         |             |             |
|                          | Aurélie Ottmann          | DVC                      | DVC                      | 359          | 4,96         |             |             |
|                          |                          |                          |                          |              |              |             |             |
| Suffrages exprimés       | Suffrages exprimés       | Suffrages exprimés       | Suffrages exprimés       | 7 242        | 95,42        | 7 497       | 91,93       |
| Votes blancs             | Votes blancs             | Votes blancs             | Votes blancs             | 232          | 3,06         | 463         | 5,68        |
| Votes nuls               | Votes nuls               | Votes nuls               | Votes nuls               | 116          | 1,53         | 195         | 2,39        |
| Total                    | Total                    | Total                    | Total                    | 7 590        | 100          | 8 155       | 100         |
| Abstention               | Abstention               | Abstention               | Abstention               | 19 160       | 71,63        | 18 599      | 69,52       |
| Inscrits / participation | Inscrits / participation | Inscrits / participation | Inscrits / participation | 26 750       | 28,37        | 26 754      | 30,48       |

### Canton de Kingersheim
| Candidats                | Candidats                | Partis                   | Nuance                   | Premier tour | Premier tour | Second tour | Second tour |
| Candidats                | Candidats                | Partis                   | Nuance                   | Voix         | %            | Voix        | %           |
| ------------------------ | ------------------------ | ------------------------ | ------------------------ | ------------ | ------------ | ----------- | ----------- |
|                          | Vincent Hagenbach        | DVD                      | DVD                      | 3 190        | 43,57        | 5 282       | 69,06       |
|                          | Fabienne Zeller          | DVD                      | DVD                      | 3 190        | 43,57        | 5 282       | 69,06       |
|                          | Véronique Biechler       | RN                       | RN                       | 1 900        | 25,95        | 2 366       | 30,94       |
|                          | Pascal Tschaen           | LAF                      | RN                       | 1 900        | 25,95        | 2 366       | 30,94       |
|                          | Nadia Peter-Lantz        | PCF                      | UG                       | 1 311        | 17,91        |             |             |
|                          | Steve Zesiger            | PP                       | UG                       | 1 311        | 17,91        |             |             |
|                          | Pascal Heyer             | DVC                      | REG                      | 920          | 12,57        |             |             |
|                          | Morgane Keck             | UL                       | REG                      | 920          | 12,57        |             |             |
|                          |                          |                          |                          |              |              |             |             |
| Suffrages exprimés       | Suffrages exprimés       | Suffrages exprimés       | Suffrages exprimés       | 7 321        | 96,22        | 7 648       | 93,93       |
| Votes blancs             | Votes blancs             | Votes blancs             | Votes blancs             | 187          | 2,46         | 315         | 3,87        |
| Votes nuls               | Votes nuls               | Votes nuls               | Votes nuls               | 101          | 1,33         | 179         | 2,20        |
| Total                    | Total                    | Total                    | Total                    | 7 609        | 100          | 8 142       | 100         |
| Abstention               | Abstention               | Abstention               | Abstention               | 22 180       | 74,46        | 21 648      | 72,67       |
| Inscrits / participation | Inscrits / participation | Inscrits / participation | Inscrits / participation | 29 789       | 25,54        | 29 790      | 27,33       |

### Canton de Masevaux-Niederbruck
| Candidats                | Candidats                | Partis                   | Nuance                   | Premier tour | Premier tour | Second tour | Second tour |
| Candidats                | Candidats                | Partis                   | Nuance                   | Voix         | %            | Voix        | %           |
| ------------------------ | ------------------------ | ------------------------ | ------------------------ | ------------ | ------------ | ----------- | ----------- |
|                          | Maxime Beltzung          | LR                       | LR                       | 3 254        | 35,98        | 6 305       | 71,40       |
|                          | Isabelle Hector-Butz     | DVD                      | LR                       | 3 254        | 35,98        | 6 305       | 71,40       |
|                          | Gabrielle Cailleaux      | RN                       | RN                       | 1 874        | 20,72        | 2 525       | 28,60       |
|                          | David Schwarz            | RN                       | RN                       | 1 874        | 20,72        | 2 525       | 28,60       |
|                          | Claire Freitag           | DVC                      | DVC                      | 1 739        | 19,23        |             |             |
|                          | Vincent Gassmann         | DVC                      | DVC                      | 1 739        | 19,23        |             |             |
|                          | Marie-Odile Steimer      | MEI                      | ECO                      | 1 305        | 14,43        |             |             |
|                          | Jean-Georges Uhlrich     | MEI                      | ECO                      | 1 305        | 14,43        |             |             |
|                          | Maxence Helfrich         | UL                       | REG                      | 871          | 9,63         |             |             |
|                          | Céline Wira              | UL                       | REG                      | 871          | 9,63         |             |             |
|                          |                          |                          |                          |              |              |             |             |
| Suffrages exprimés       | Suffrages exprimés       | Suffrages exprimés       | Suffrages exprimés       | 9 043        | 95,25        | 8 830       | 91,46       |
| Votes blancs             | Votes blancs             | Votes blancs             | Votes blancs             | 301          | 3,17         | 616         | 6,38        |
| Votes nuls               | Votes nuls               | Votes nuls               | Votes nuls               | 150          | 1,58         | 209         | 2,16        |
| Total                    | Total                    | Total                    | Total                    | 9 494        | 100          | 9 655       | 100         |
| Abstention               | Abstention               | Abstention               | Abstention               | 20 566       | 68,42        | 20 417      | 67,89       |
| Inscrits / participation | Inscrits / participation | Inscrits / participation | Inscrits / participation | 30 060       | 31,58        | 30 072      | 32,11       |

### Canton de Mulhouse-1
| Candidats                | Candidats                | Partis                   | Nuance                   | Premier tour | Premier tour | Second tour | Second tour |
| Candidats                | Candidats                | Partis                   | Nuance                   | Voix         | %            | Voix        | %           |
| ------------------------ | ------------------------ | ------------------------ | ------------------------ | ------------ | ------------ | ----------- | ----------- |
|                          | Alain Couchot            | LR                       | LR                       | 938          | 27,53        | 1 971       | 54,99       |
|                          | Catherine Rapp           | LR                       | LR                       | 938          | 27,53        | 1 971       | 54,99       |
|                          | Nadia El Hajjaji         | G.s                      | UGE                      | 886          | 26,01        | 1 613       | 45,01       |
|                          | Alexis Midez             | ÉCO                      | UGE                      | 886          | 26,01        | 1 613       | 45,01       |
|                          | Pierre Pinto             | RN                       | RN                       | 724          | 21,25        |             |             |
|                          | Nathalie Reif            | RN                       | RN                       | 724          | 21,25        |             |             |
|                          | Alexis Hamel             | DVD                      | DVD                      | 359          | 10,54        |             |             |
|                          | Greta Komur-Thilloy      | DVD                      | DVD                      | 359          | 10,54        |             |             |
|                          | Jean-Yves Causer         | A&A                      | UG                       | 267          | 7,84         |             |             |
|                          | Isabelle Maurer          | DVG                      | UG                       | 267          | 7,84         |             |             |
|                          | Marie Spinali            | UL                       | DVC                      | 233          | 6,84         |             |             |
|                          | Romain Spinali           | DVC                      | DVC                      | 233          | 6,84         |             |             |
|                          |                          |                          |                          |              |              |             |             |
| Suffrages exprimés       | Suffrages exprimés       | Suffrages exprimés       | Suffrages exprimés       | 3 407        | 92,08        | 3 584       | 86,47       |
| Votes blancs             | Votes blancs             | Votes blancs             | Votes blancs             | 293          | 7,92         | 561         | 13,53       |
| Votes nuls               | Votes nuls               | Votes nuls               | Votes nuls               | 0            | 0,00         | 0           | 0,00        |
| Total                    | Total                    | Total                    | Total                    | 3 700        | 100          | 4 145       | 100         |
| Abstention               | Abstention               | Abstention               | Abstention               | 13 565       | 78,57        | 13 125      | 76,00       |
| Inscrits / participation | Inscrits / participation | Inscrits / participation | Inscrits / participation | 17 265       | 21,43        | 17 270      | 24,00       |

### Canton de Mulhouse-2
| Candidats                | Candidats                | Partis                   | Nuance                   | Premier tour | Premier tour | Second tour | Second tour |
| Candidats                | Candidats                | Partis                   | Nuance                   | Voix         | %            | Voix        | %           |
| ------------------------ | ------------------------ | ------------------------ | ------------------------ | ------------ | ------------ | ----------- | ----------- |
|                          | Bruno Fuchs              | MoDem                    | DVC                      | 690          | 23,26        | 1 931       | 63,83       |
|                          | Fatima Jenn              | LREM                     | DVC                      | 690          | 23,26        | 1 931       | 63,83       |
|                          | Bertrand Pauvert         | LDP                      | RN                       | 680          | 22,92        | 1 094       | 36,17       |
|                          | Christelle Ritz          | RN                       | RN                       | 680          | 22,92        | 1 094       | 36,17       |
|                          | Cécile Sornin            | LR                       | UD                       | 653          | 22,01        |             |             |
|                          | Philippe Trimaille       | UDI                      | UD                       | 653          | 22,01        |             |             |
|                          | Bertrand Pfeiffer        | LFI                      | UG                       | 551          | 18,57        |             |             |
|                          | Marie Simeoni            | PCF                      | UG                       | 551          | 18,57        |             |             |
|                          | Jean-Frédéric Baechler   | DVC                      | DVC                      | 165          | 5,56         |             |             |
|                          | Mireille Karlen-Debève   | DVC                      | DVC                      | 165          | 5,56         |             |             |
|                          | Gilbert Kling            | UL                       | DIV                      | 129          | 4,35         |             |             |
|                          | Fatima Ourich            | UL                       | DIV                      | 129          | 4,35         |             |             |
|                          | Farid-Ahmad Ingar        | SE                       | DIV                      | 99           | 3,34         |             |             |
|                          | Souad Ouahabi            | SE                       | DIV                      | 99           | 3,34         |             |             |
|                          |                          |                          |                          |              |              |             |             |
| Suffrages exprimés       | Suffrages exprimés       | Suffrages exprimés       | Suffrages exprimés       | 2 967        | 89,85        | 3 025       | 83,49       |
| Votes blancs             | Votes blancs             | Votes blancs             | Votes blancs             | 335          | 10,15        | 598         | 16,51       |
| Votes nuls               | Votes nuls               | Votes nuls               | Votes nuls               | 0            | 0,00         | 0           | 0,00        |
| Total                    | Total                    | Total                    | Total                    | 3 302        | 100          | 3 623       | 100         |
| Abstention               | Abstention               | Abstention               | Abstention               | 14 140       | 81,07        | 13 830      | 79,24       |
| Inscrits / participation | Inscrits / participation | Inscrits / participation | Inscrits / participation | 17 422       | 18,93        | 17 453      | 20,76       |

### Canton de Mulhouse-3
| Candidats                | Candidats                | Partis                   | Nuance                   | Premier tour | Premier tour | Second tour | Second tour |
| Candidats                | Candidats                | Partis                   | Nuance                   | Voix         | %            | Voix        | %           |
| ------------------------ | ------------------------ | ------------------------ | ------------------------ | ------------ | ------------ | ----------- | ----------- |
|                          | Lara Million             | DVD                      | DVD                      | 1 841        | 31,20        | 3 637       | 60,43       |
|                          | Jean-Luc Schildknecht    | DVD                      | DVD                      | 1 841        | 31,20        | 3 637       | 60,43       |
|                          | Jordan Gein              | EÉLV                     | UGE                      | 1 472        | 24,95        | 2 382       | 39,57       |
|                          | Léonie Hébert            | ÉCO                      | UGE                      | 1 472        | 24,95        | 2 382       | 39,57       |
|                          | Anne-Catherine Goetz     | DVD                      | DVD                      | 1 205        | 20,42        |             |             |
|                          | Christophe Steger        | MoDem                    | DVD                      | 1 205        | 20,42        |             |             |
|                          | Fabrice Ciarletta        | RN                       | RN                       | 1 079        | 18,29        |             |             |
|                          | Liliane Dietschy         | RN                       | RN                       | 1 079        | 18,29        |             |             |
|                          | Régis Baschung           | UL                       | REG                      | 303          | 5,14         |             |             |
|                          | Nasira Guehama           | UL                       | REG                      | 303          | 5,14         |             |             |
|                          |                          |                          |                          |              |              |             |             |
| Suffrages exprimés       | Suffrages exprimés       | Suffrages exprimés       | Suffrages exprimés       | 5 900        | 95,39        | 6 019       | 88,66       |
| Votes blancs             | Votes blancs             | Votes blancs             | Votes blancs             | 257          | 4,16         | 706         | 10,40       |
| Votes nuls               | Votes nuls               | Votes nuls               | Votes nuls               | 28           | 0,45         | 64          | 0,94        |
| Total                    | Total                    | Total                    | Total                    | 6 185        | 100          | 6 789       | 100         |
| Abstention               | Abstention               | Abstention               | Abstention               | 17 321       | 73,69        | 16 726      | 71,13       |
| Inscrits / participation | Inscrits / participation | Inscrits / participation | Inscrits / participation | 23 506       | 26,31        | 23 515      | 28,87       |

### Canton de Rixheim
| Candidats                | Candidats                | Partis                   | Nuance                   | Premier tour | Premier tour | Second tour | Second tour |
| Candidats                | Candidats                | Partis                   | Nuance                   | Voix         | %            | Voix        | %           |
| ------------------------ | ------------------------ | ------------------------ | ------------------------ | ------------ | ------------ | ----------- | ----------- |
|                          | Patricia Bohn            | DVD                      | DVD                      | 4 973        | 52,21        | 7 219       | 73,36       |
|                          | Marc Munck               | DVD                      | DVD                      | 4 973        | 52,21        | 7 219       | 73,36       |
|                          | Katy Moulin              | RN                       | RN                       | 2 348        | 24,65        | 2 622       | 26,64       |
|                          | François Olivier         | RN                       | RN                       | 2 348        | 24,65        | 2 622       | 26,64       |
|                          | Sybille Gaertner         | EÉLV                     | ECO                      | 2 204        | 23,14        |             |             |
|                          | Philippe Wolff           | EÉLV                     | ECO                      | 2 204        | 23,14        |             |             |
|                          |                          |                          |                          |              |              |             |             |
| Suffrages exprimés       | Suffrages exprimés       | Suffrages exprimés       | Suffrages exprimés       | 9 525        | 95,17        | 9 841       | 91,88       |
| Votes blancs             | Votes blancs             | Votes blancs             | Votes blancs             | 362          | 3,62         | 721         | 6,73        |
| Votes nuls               | Votes nuls               | Votes nuls               | Votes nuls               | 121          | 1,21         | 149         | 1,39        |
| Total                    | Total                    | Total                    | Total                    | 10 008       | 100          | 10 711      | 100         |
| Abstention               | Abstention               | Abstention               | Abstention               | 27 274       | 73,16        | 26 576      | 71,27       |
| Inscrits / participation | Inscrits / participation | Inscrits / participation | Inscrits / participation | 37 282       | 26,84        | 37 287      | 28,73       |

### Canton de Saint-Louis
| Candidats                | Candidats                   | Partis                   | Nuance                   | Premier tour | Premier tour | Second tour | Second tour |
| Candidats                | Candidats                   | Partis                   | Nuance                   | Voix         | %            | Voix        | %           |
| ------------------------ | --------------------------- | ------------------------ | ------------------------ | ------------ | ------------ | ----------- | ----------- |
|                          | Pascale Schmidiger          | LR                       | LR                       | 3 468        | 43,58        | 5 141       | 66,28       |
|                          | Thomas Zeller               | LR                       | LR                       | 3 468        | 43,58        | 5 141       | 66,28       |
|                          | Marie-Christine Huber-Braun | UL                       | REG                      | 1 297        | 16,30        | 2 615       | 33,72       |
|                          | Jean-Denis Zoellé           | UL                       | REG                      | 1 297        | 16,30        | 2 615       | 33,72       |
|                          | Katia Dileonardo            | RN                       | RN                       | 1 201        | 15,09        |             |             |
|                          | Fabien Goetz                | RN                       | RN                       | 1 201        | 15,09        |             |             |
|                          | Marie-Laure Guidou          | MEI                      | ECO                      | 1 108        | 13,92        |             |             |
|                          | Ralph Wicky                 | MEI                      | ECO                      | 1 108        | 13,92        |             |             |
|                          | Patrick Striby              | DVC                      | DVC                      | 884          | 11,11        |             |             |
|                          | Séverine Weider-Niglis      | DVC                      | DVC                      | 884          | 11,11        |             |             |
|                          |                             |                          |                          |              |              |             |             |
| Suffrages exprimés       | Suffrages exprimés          | Suffrages exprimés       | Suffrages exprimés       | 7 958        | 96,08        | 7 756       | 91,54       |
| Votes blancs             | Votes blancs                | Votes blancs             | Votes blancs             | 195          | 2,35         | 451         | 5,32        |
| Votes nuls               | Votes nuls                  | Votes nuls               | Votes nuls               | 130          | 1,57         | 266         | 3,14        |
| Total                    | Total                       | Total                    | Total                    | 8 283        | 100          | 8 473       | 100         |
| Abstention               | Abstention                  | Abstention               | Abstention               | 24 303       | 74,58        | 2 411       | 74,01       |
| Inscrits / participation | Inscrits / participation    | Inscrits / participation | Inscrits / participation | 32 586       | 25,42        | 32 595      | 25,99       |

### Canton de Sainte-Marie-aux-Mines
| Candidats                | Candidats                | Partis                   | Nuance                   | Premier tour | Premier tour | Second tour | Second tour |
| Candidats                | Candidats                | Partis                   | Nuance                   | Voix         | %            | Voix        | %           |
| ------------------------ | ------------------------ | ------------------------ | ------------------------ | ------------ | ------------ | ----------- | ----------- |
|                          | Pierre Bihl              | LR                       | DVD                      | 4 640        | 45,58        | 6 557       | 66,73       |
|                          | Émilie Helderlé          | DVD                      | DVD                      | 4 640        | 45,58        | 6 557       | 66,73       |
|                          | Nadège Florentz          | PS                       | ECO                      | 2 655        | 26,08        | 3 269       | 33,27       |
|                          | Henri Stoll              | EÉLV                     | ECO                      | 2 655        | 26,08        | 3 269       | 33,27       |
|                          | Loïc Diaz                | RN                       | RN                       | 1 849        | 18,19        |             |             |
|                          | Sabrina Schmitt          | RN                       | RN                       | 1 849        | 18,19        |             |             |
|                          | Jérôme Goepfert          | UL                       | REG                      | 1 035        | 10,17        |             |             |
|                          | Corinne Ménétré          | UL                       | REG                      | 1 035        | 10,17        |             |             |
|                          |                          |                          |                          |              |              |             |             |
| Suffrages exprimés       | Suffrages exprimés       | Suffrages exprimés       | Suffrages exprimés       | 10 179       | 96,10        | 9 826       | 93,18       |
| Votes blancs             | Votes blancs             | Votes blancs             | Votes blancs             | 272          | 2,57         | 481         | 4,56        |
| Votes nuls               | Votes nuls               | Votes nuls               | Votes nuls               | 141          | 1,33         | 238         | 2,26        |
| Total                    | Total                    | Total                    | Total                    | 10 592       | 100          | 10 545      | 100         |
| Abstention               | Abstention               | Abstention               | Abstention               | 23 399       | 68,84        | 23 451      | 68,98       |
| Inscrits / participation | Inscrits / participation | Inscrits / participation | Inscrits / participation | 33 991       | 31,16        | 33 996      | 31,02       |

### Canton de Wintzenheim
| Candidats                | Candidats                | Partis                   | Nuance                   | Premier tour | Premier tour | Second tour | Second tour |
| Candidats                | Candidats                | Partis                   | Nuance                   | Voix         | %            | Voix        | %           |
| ------------------------ | ------------------------ | ------------------------ | ------------------------ | ------------ | ------------ | ----------- | ----------- |
|                          | Monique Martin           | DVD                      | UD                       | 4 816        | 38,82        | 6 357       | 53,20       |
|                          | Lucien Muller            | LR                       | UD                       | 4 816        | 38,82        | 6 357       | 53,20       |
|                          | Rachel Grossetête        | DVC                      | DVC                      | 3 614        | 29,13        | 5 592       | 46,80       |
|                          | Benjamin Huin            | DVC                      | DVC                      | 3 614        | 29,13        | 5 592       | 46,80       |
|                          | Cassandra Dhenin         | RN                       | RN                       | 2 214        | 17,85        |             |             |
|                          | Steven Schoenbeck        | RN                       | RN                       | 2 214        | 17,85        |             |             |
|                          | Chantal Frick            | UL                       | REG                      | 1 762        | 14,20        |             |             |
|                          | Jean-Georges Trouillet   | UL                       | REG                      | 1 762        | 14,20        |             |             |
|                          |                          |                          |                          |              |              |             |             |
| Suffrages exprimés       | Suffrages exprimés       | Suffrages exprimés       | Suffrages exprimés       | 12 406       | 94,65        | 11 949      | 92,06       |
| Votes blancs             | Votes blancs             | Votes blancs             | Votes blancs             | 456          | 3,48         | 704         | 5,42        |
| Votes nuls               | Votes nuls               | Votes nuls               | Votes nuls               | 245          | 1,87         | 327         | 2,52        |
| Total                    | Total                    | Total                    | Total                    | 13 107       | 100          | 12 980      | 100         |
| Abstention               | Abstention               | Abstention               | Abstention               | 26 033       | 66,51        | 26 159      | 66,84       |
| Inscrits / participation | Inscrits / participation | Inscrits / participation | Inscrits / participation | 39 140       | 33,49        | 39 139      | 33,16       |

### Canton de Wittenheim
| Candidats                | Candidats                    | Partis                   | Nuance                   | Premier tour | Premier tour | Second tour | Second tour |
| Candidats                | Candidats                    | Partis                   | Nuance                   | Voix         | %            | Voix        | %           |
| ------------------------ | ---------------------------- | ------------------------ | ------------------------ | ------------ | ------------ | ----------- | ----------- |
|                          | Marie-France Vallat          | DVG                      | DVG                      | 2 659        | 33,90        | 4 960       | 62,14       |
|                          | Pierre Vogt                  | DVG                      | DVG                      | 2 659        | 33,90        | 4 960       | 62,14       |
|                          | Ludovic Cathala              | RN                       | RN                       | 2 384        | 30,39        | 3 022       | 37,86       |
|                          | Virginie Joron               | RN                       | RN                       | 2 384        | 30,39        | 3 022       | 37,86       |
|                          | Nicole Carquin-Joste         | PS                       | SOC                      | 1 924        | 24,53        |             |             |
|                          | Antoine Homé                 | PS                       | SOC                      | 1 924        | 24,53        |             |             |
|                          | Laurent Roth                 | UL                       | REG                      | 877          | 11,18        |             |             |
|                          | Ghislaine Rouge Dit Gaillard | UL                       | REG                      | 877          | 11,18        |             |             |
|                          |                              |                          |                          |              |              |             |             |
| Suffrages exprimés       | Suffrages exprimés           | Suffrages exprimés       | Suffrages exprimés       | 7 844        | 96,09        | 7 982       | 94,87       |
| Votes blancs             | Votes blancs                 | Votes blancs             | Votes blancs             | 197          | 2,41         | 255         | 3,03        |
| Votes nuls               | Votes nuls                   | Votes nuls               | Votes nuls               | 122          | 1,49         | 177         | 2,10        |
| Total                    | Total                        | Total                    | Total                    | 8 163        | 100          | 8 414       | 100         |
| Abstention               | Abstention                   | Abstention               | Abstention               | 25 149       | 75,50        | 24 907      | 74,75       |
| Inscrits / participation | Inscrits / participation     | Inscrits / participation | Inscrits / participation | 33 312       | 24,50        | 33 321      | 25,25       |